# Reloj de agua de tambor

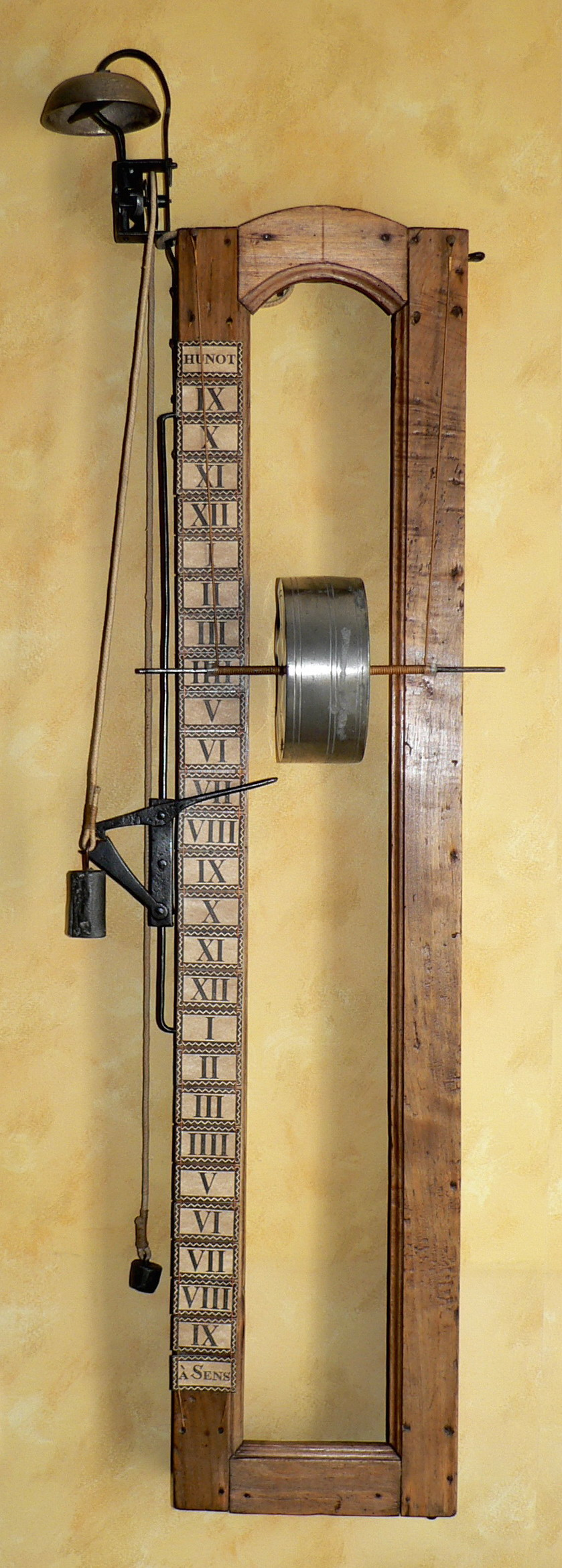
Reloj de agua de tambor, finales, SAS Museums of Sin, modelo de estudio.

Un reloj de agua de tambor es un reloj de agua antiguo de un tipo concreto. En Francia en los siglos XVII y XVIII se le conocía con la designación de " Clepsydra " que es un nombre erróneo, pero coincidía con el vocabulario que se utilizaba en aquellos momentos.

## Descripción y análisis

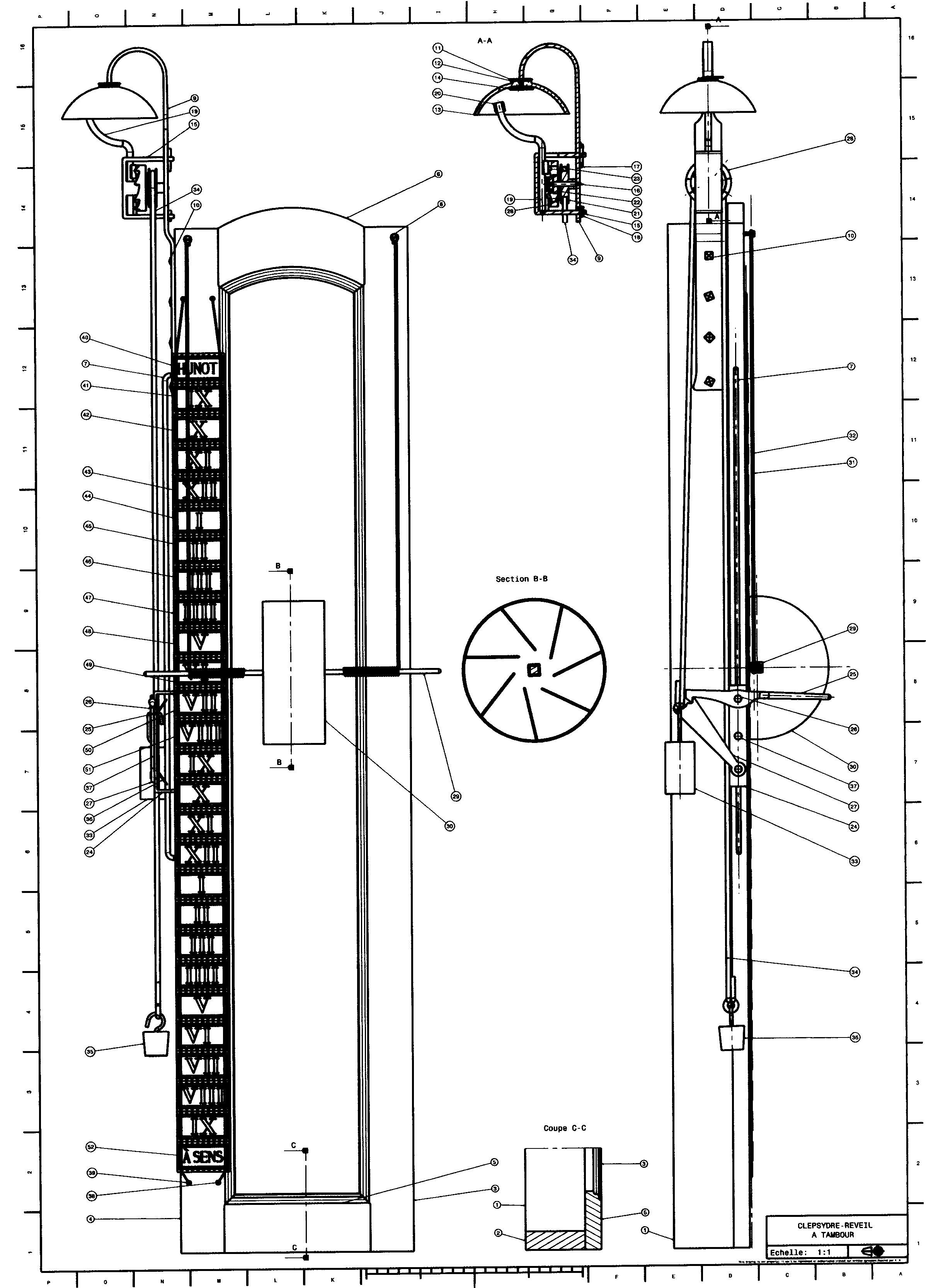
Dibujo técnico del modelo.

En el siglo XVIII, la ciudad de Sens, en el departamento del Yonne, fue un centro de producción de estos relojes. En 2015, se conservan al menos cinco ejemplares de estas máquinas de la ciudad de Sens. El estudio se basa en un modelo existente, ilustrado en la introducción y guardado en la Sociedad Arqueológica de Sens en las reservas de los Museos de la ciudad.

### Tambor hidráulico
El tambor es el cilindro motor de la máquina, asegura, por su diseño, la regularidad del movimiento.

#### Construcción
Una fuente de Sin, Maucler, nos cuenta, en 1828:
| « | Este reloj está formado por un tambor o barril de estaño bien soldado. El tambor suele tener un diámetro de 5 a 6 pulgadas [es decir, entre 135 y 162 mm; tres relojes de Sens tienen un tambor con un diámetro de 132 mm y un espesor de 57 mm] dividido internamente por siete tabiques del mismo metal, soldados exactamente tanto en los dos fondos como la banda circular; estas particiones no van del centro a la circunferencia, son algo transversales y tangentes a un círculo interior, cada partición se perfora con un pequeño agujero cerca de la circunferencia del tambor. El agua llega a la cantidad de 210 a 240 g de agua y debe ser destilada. | » |

La curiosa inclinación de las mamparas permite la descarga rápida de agua en los compartimentos inferiores durante la subida manual del cilindro, dejándolo siempre aproximadamente en la misma posición de flujo.

Représentations
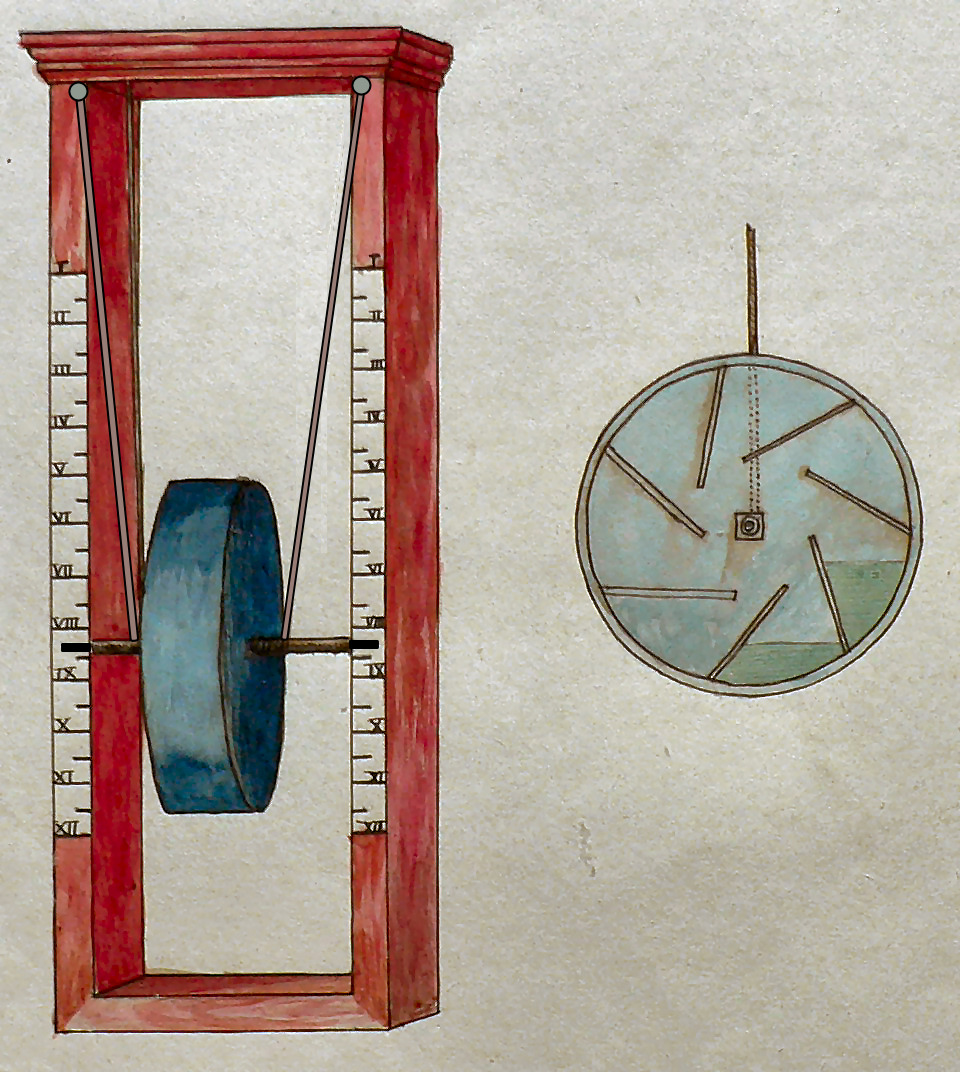
El reloj de agua dibujado por Maucler, 1828.
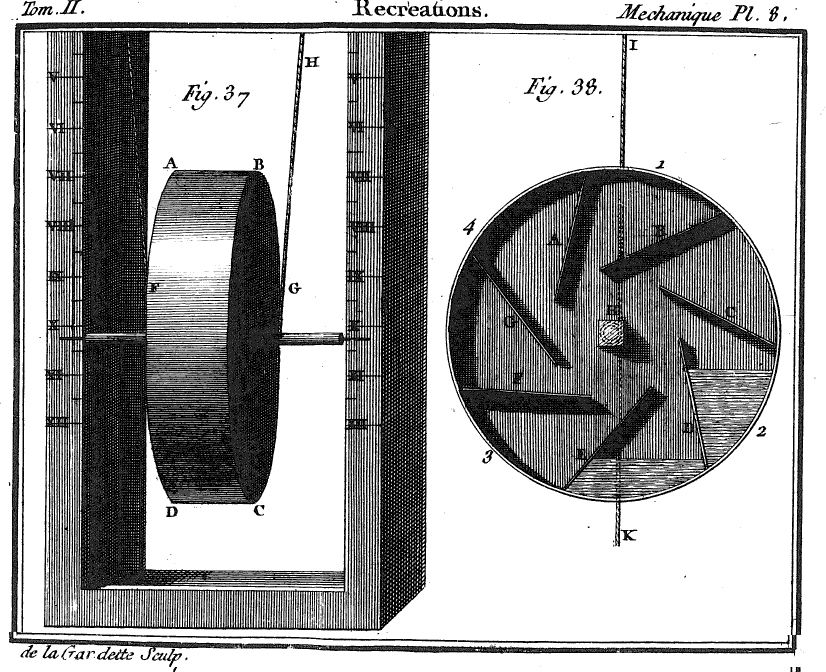
El grabado de Montucla a partir del cual se inspiró Maucler, 1778.

El cuerpo se recomienda en estaño puro (Sn, Stannum) con a veces una aportación de Alois (Cu de cobre : 1,5 a 2,5 %), Que mejora su dureza. Esta aleación común tiene la particularidad de no oxidarse a temperaturas de uso. Este material no empieza a degradarse gravemente hasta debajo de los 13 °C. Esta fue la primera calidad de los tambores de Sens subrayada por Tarbé, otra fuente local. :
| « | Los relojes a base de agua, fabricados a Sin [por los hojalateros de estaño] eran de estaño; en París y otros lugares, se fabricaban en lata, pero tenían el inconveniente de oxidarse y eran menos precisos y mucho menos buscados que los de Sens. | » |

Esta elección es esencial para no obstruir los agujeros de paso de los mamparos y evitar corromper el agua atrapada. Este material que funciona fácilmente (punto de fusión : 232 °C) se transformó, a partir de lingotes, ya sea en láminas laminadas para construcciones soldadas, o bien, se modeló directamente para obtener piezas con formas complicadas. Los tambores de los relojes de agua de Sin han conocido estos dos procesos de producción.

#### Fabricación

##### Construcción soldada

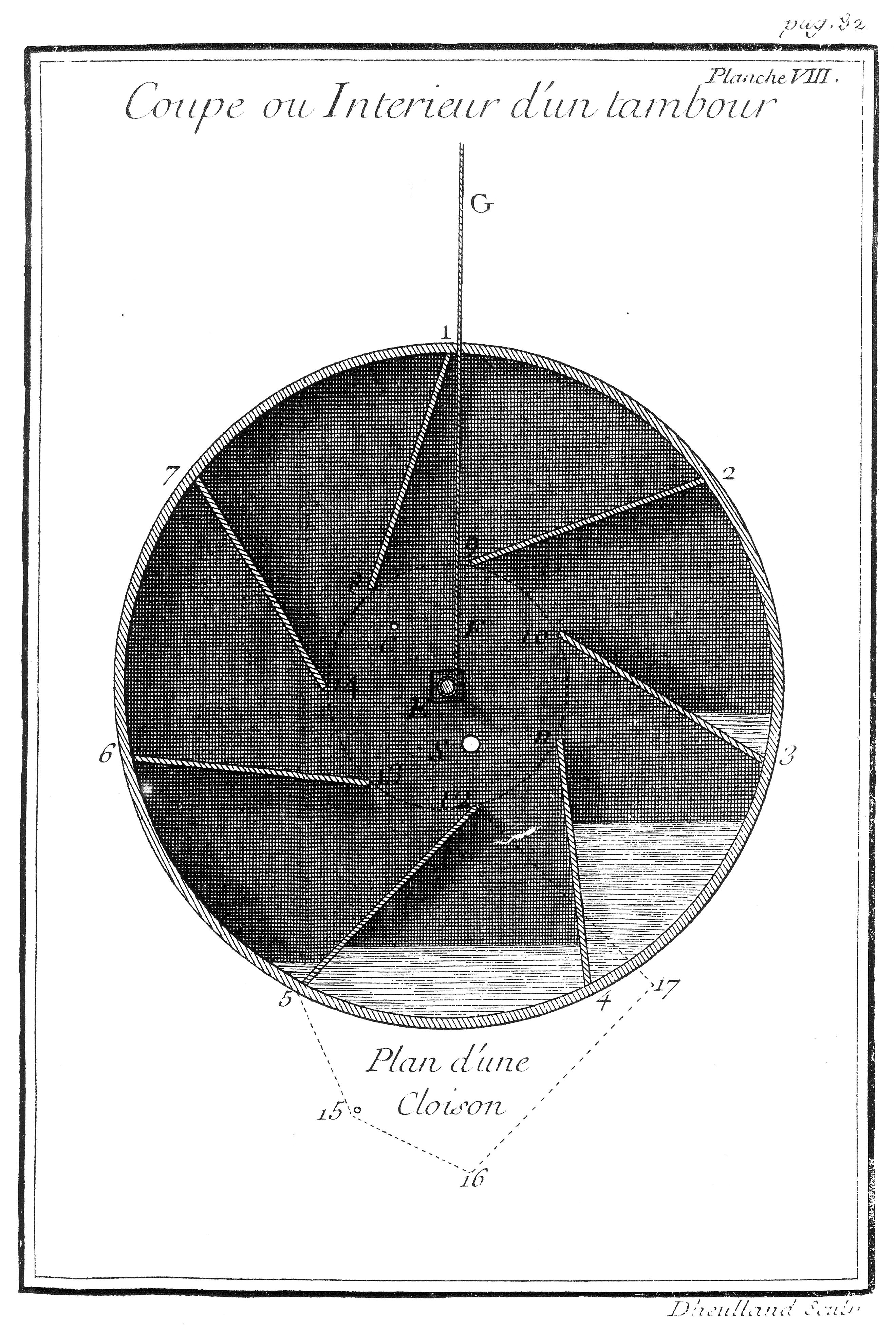
Sección de un tambor hecho con elementos soldados. En 15, agujero pasando.

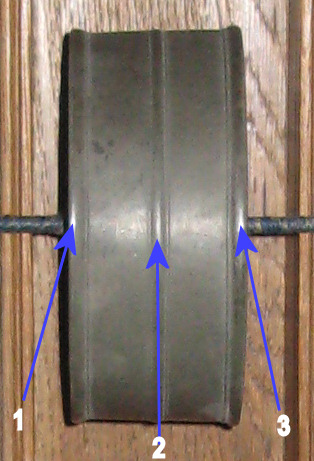
Un tambor soldado identificable por sus tres protuberancias.

Las láminas se dibujan, se cortan, se perforan y se montan mediante soldadura. Este largo y delicado proceso se reserva para prototipos y trabajos de unidades, pero no hay duda de que los primeros tambores se produjeron principalmente por este proceso.
Jacques Ozanam traduce el proceso utilizado hacia el 1669 en Italia ; Nicolas Bion describe, en principio, para tambores de plata ; Dom Jacques Alexandre lo detalla en seis páginas en su obra escrita hacia el 1705. Se resumen todos los textos : El tambor está formado por dos placas, o laterales, con un agujero cuadrado en el centro para colocar una tubería cuadrada que recibe el eje. En una de estas placas, dos agujeros : Uno para llenar el agua, el otro para tener una entrada de aire durante un posible vaciado. Las mamparas se cortan en un escudo para formar un embudo y llevar el agua al pequeño agujero central perforado con una "aguja de seda". A continuación, se sueldan las 7 particiones en una de las dos placas, así como el tubo cuadrado, y luego se suelda la segunda placa en el subconjunto anterior. Tras el equilibrio, queda rodear la totalidad de una cinta que se soldará, girando, cada tabique y lateralmente a las dos placas, para luego terminar sobre ella misma. El tambor está terminado. Es muy característico con un pequeño protuberancia central que corresponde al embudo y un pequeño cordón a cada lado de la superficie lateral, donde se realizó la soldadura. Queda poner sólo el agua destilada necesaria, aproximadamente una quinta parte del volumen, a veces con "aguardiente claro» Como anticongelante ; ambos agujeros se taparán con cera o se soldarán con habilidad para terminar. Para su identificación, por lo tanto, la caja soldada se caracterizará por sus tres protuberancias en la superficie lateral y por dos posibles agujeros a un lado

##### Construcción de fundición

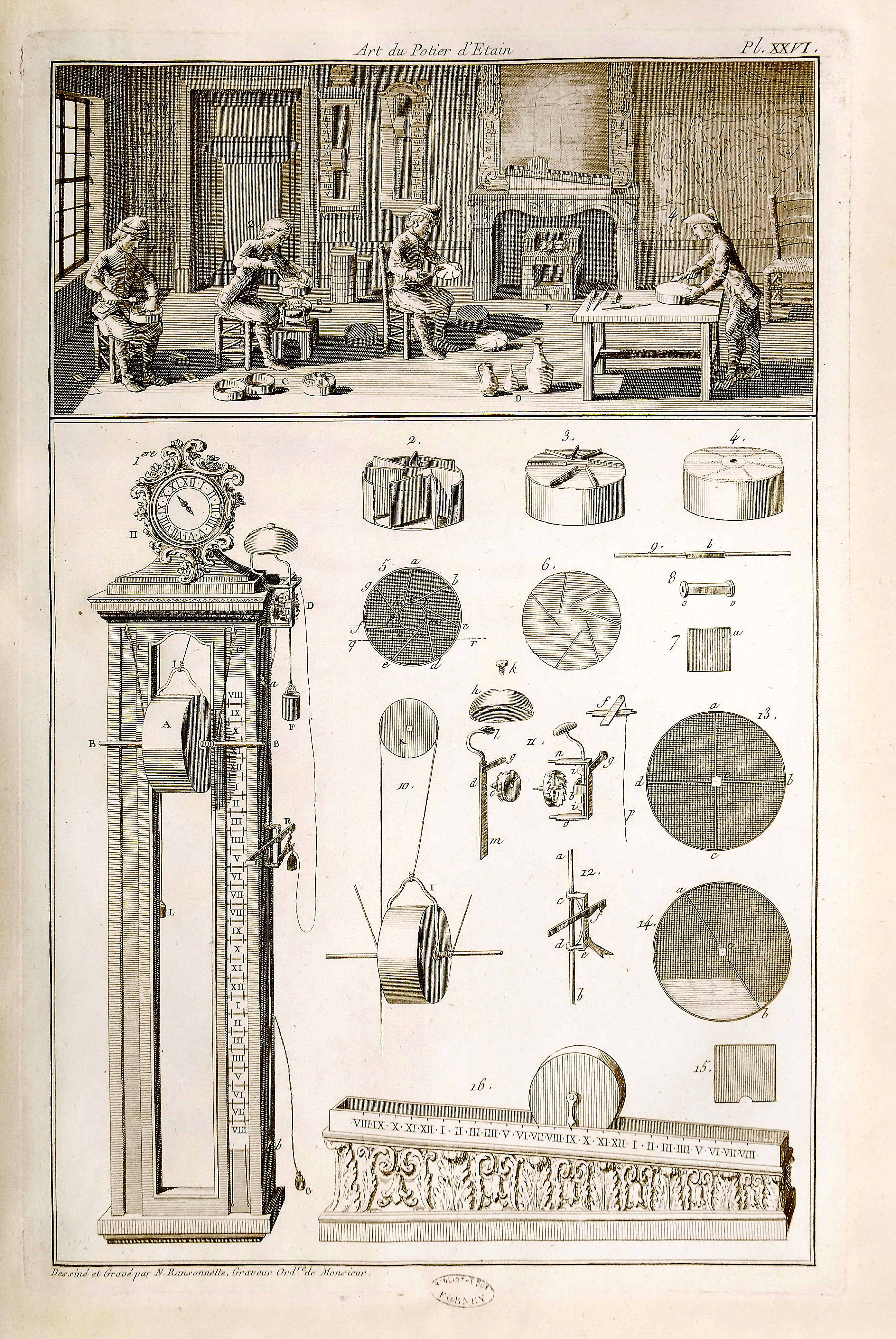
Pl. XXVI : Taller de montaje con piezas moldeadas del tambor y detalles constructivos de diferentes modelos.

Los hojalateros de estaño eran excelentes en la fundición de cualquier trozo de estaño ; para la fabricación, primero pensaron "mejillón". Es muy probable que este tipo de construcción comenzara hacia la década de 1700. Bion describe un poco el proceso en su libro de 1709, retomado en 1716. Pero el gran especialista fue, sin duda, Salmon, que desarrolló el tema en más de siete páginas de texto ajustado, con un gran tablero de ilustración, todo en folio. Describe detalladamente la fabricación moldeada que llega, sin ninguna pregunta de los fabricantes de Sens, tal como nos lo cuenta repetidamente:

Fabrication moulée
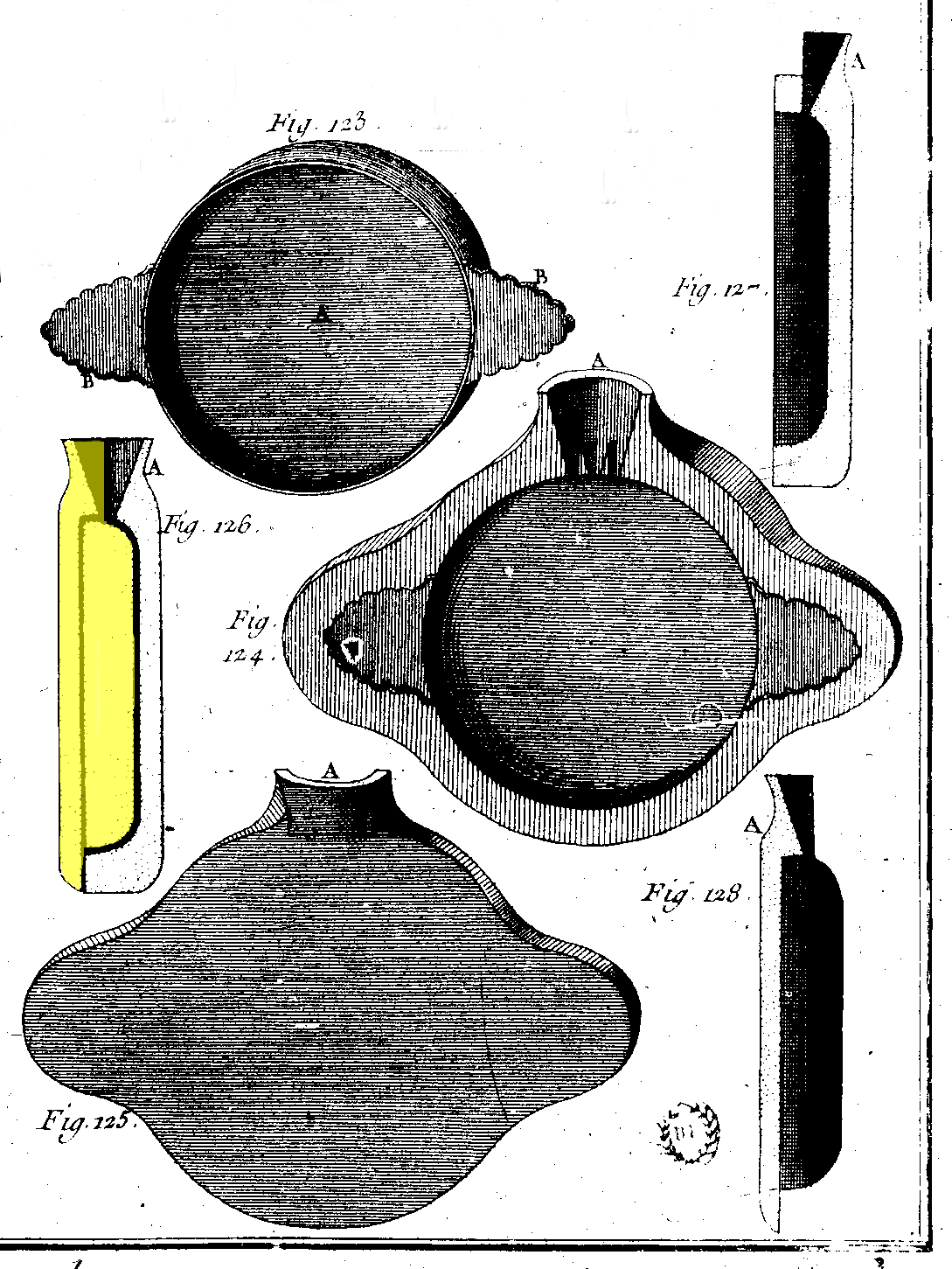
Ejemplo de modelado de cáscara.
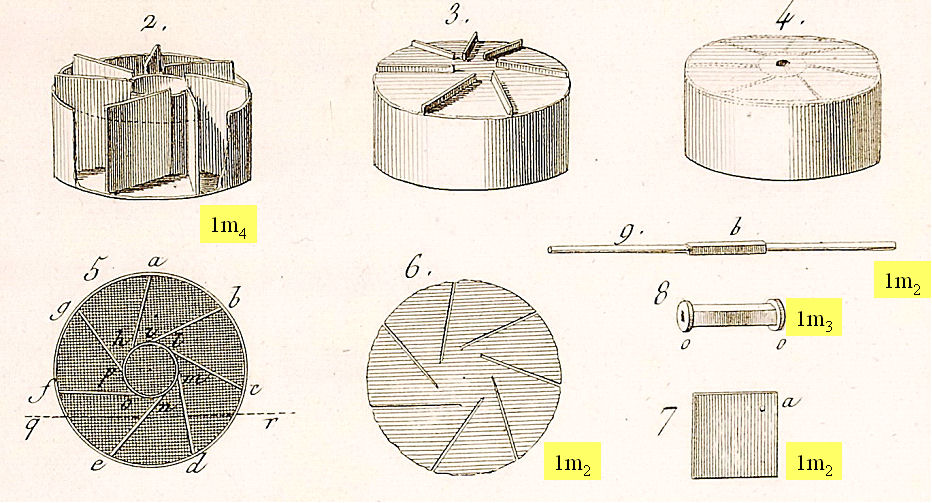
Proceso de obtención de un tambor moldeado ; todas las piezas están moldeadas a excepción del eje 9.

Entonces, los moldes eran de "cobre", Más precisamente de latón, un material fácil de trabajar. Un molde está formado por varias partes, como podemos ver en una hoja de la Enciclopedia. En principio, este tipo de moldeo no ha cambiado hoy. Este es el reparto que dice "concha". Seguimos el detalle del proceso en el panel ilustrado ; todas las partes están fundidas !
- en 2. : Una base escariado - para recibir la bobina 8. - y la cubierta de banda forman la primera parte. Incluye testimonios para localizar las particiones perforadas (detalle a) de 7. Todo está pre-posicionado por los indicadores y un tubo accesorio, y luego soldado ;
- a 3. : El segundo fondo modelado con las muescas 6. introduce en las mamparas, soldado por fuera a este último ya la banda a su circunferencia. finalmente se nivela ;
- a 4. : Al girar, el conjunto se erige completamente, la carcasa del carrito se perfora bien en el eje de la parte inferior 6. A continuación, el conjunto puede recibir la bobina central 8. que será soldada.

Terminado, el tambor puede recibir una cantidad de agua, siempre constante, que se introducirá mediante una pequeña abertura realizada en la periferia con una plancha pequeña. Esta apertura se cerrará permanentemente con estaño (por una punta de alfarero bien cuidada, pero conocida hoy en día) y se rendirá mediante el pulido. El eje 9 también está sobremotllat, detalle b ; hay diferentes diámetros disponibles para ajustar el descenso del cilindro a escala horaria. La vignette accompagnant la planche ilustre Différentes phases du procesos de ensamblaje.
Para la identificación, al igual que para el proceso de montaje, la caja moldeada se caracterizará esencialmente por una envoltura de banda bien cilíndrica, con los surcos que deje la herramienta de giro a todas sus superficies y otros rastros hipotéticas, en la periferia, con un solo agujero de llenado..

Para obtener información, una serie de radiografías industriales muestra la distribución de las siete mamparas, las soldaduras y los pequeños agujeros de paso de los mamparos (resaltadas en la figura). Estos agujeros tienen un diámetro de 0,8 .

Radiographies
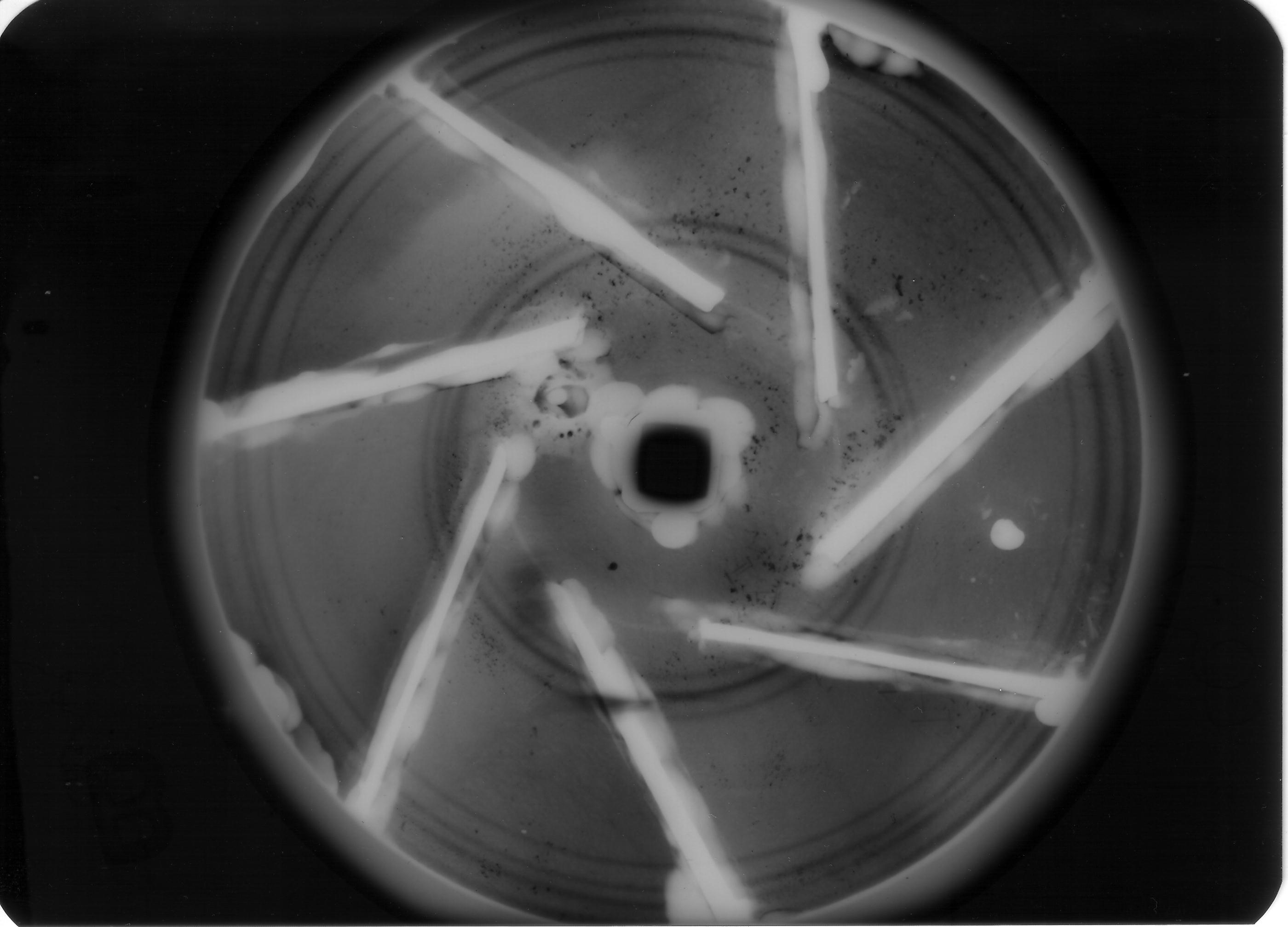
Radiografía con las soldaduras en blanco y un grano de soldadura libre.
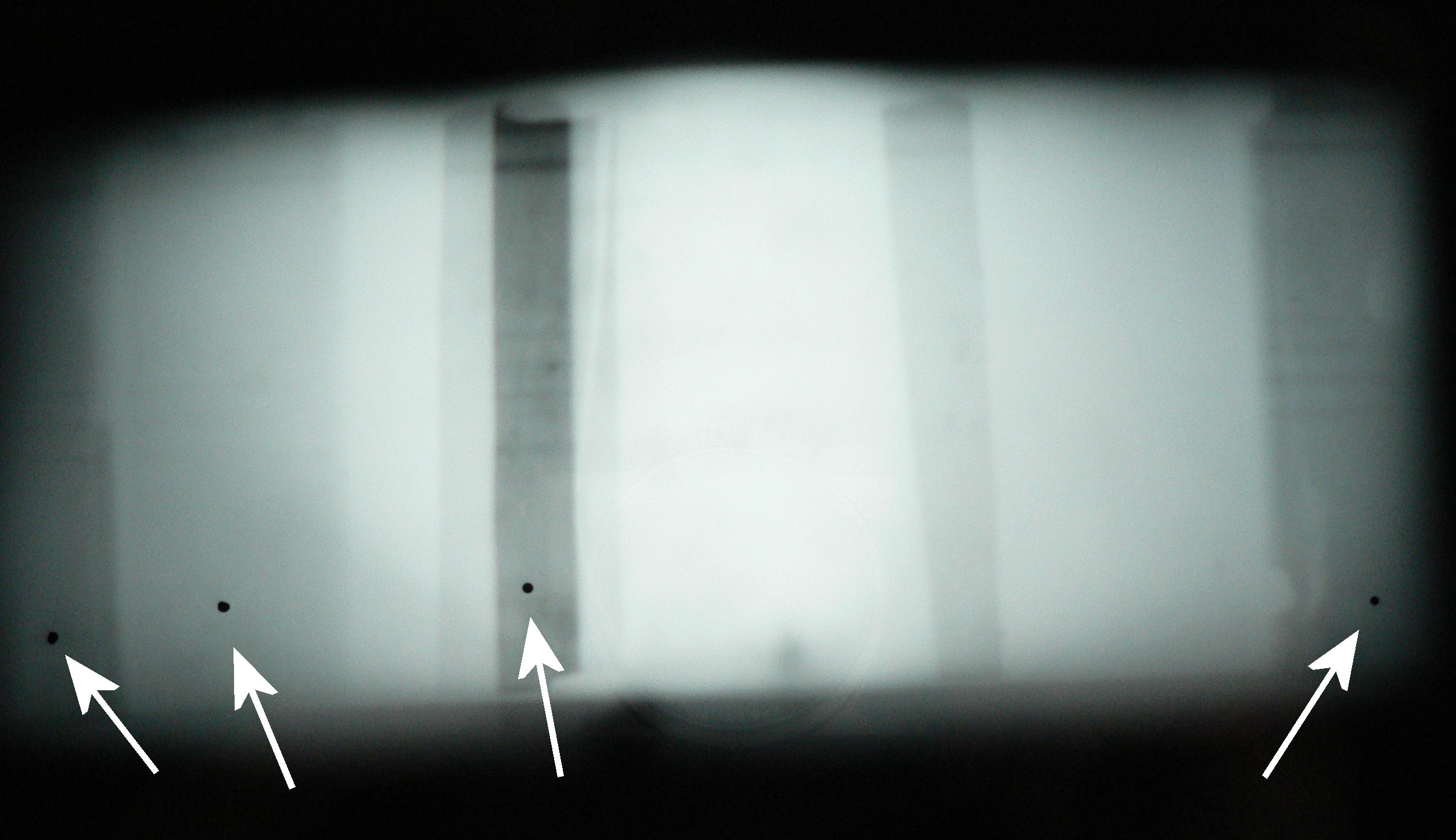
Radiografía al borde ; los agujeros de paso de las mamparas se resaltan en negro.

Todavía hoy, curiosamente, no hay ninguna copia de una Reloj de agua firmada Salmón.

### El marcaje de las horas

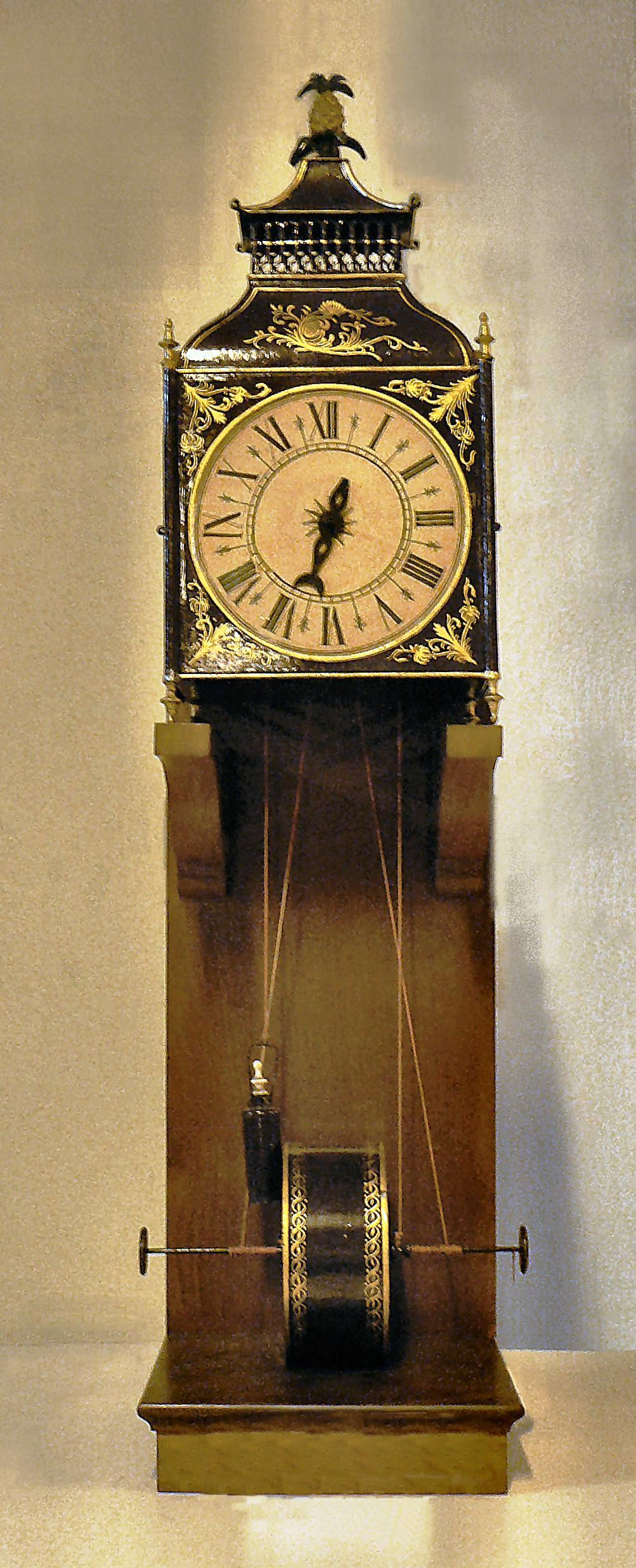
Reloj de agua del Museo de Artes y Oficios.

El eje, como una aguja, marca las horas durante su recorrido en una escala de tiempo que puede ser de diferentes tipos :
1. forma vertical situada en uno de los montantes del marco (o en ambos). Es el tipo más clásico. Cuatro relojes de agua de Senese adoptan esta solución ;
2. forma de reloj con una mano, como el ejemplo del Museo de Artes et Métiers de París ;
3. de forma mixta, ilustrado en la placa XXVI de El arte del alfarero de estaño de salmón (véase más arriba). Esto último es lo suficientemente explícito para prescindir de comentarios. Estas dos últimas formas de marcaje no parecen haber tenido una difusión significativa, por ejemplo, no encontramos ningún rastro de la forma mixta. ;
4. Citemos, para acabar y para la anécdota, el desplazamiento sobre plano inclinado (fig. 16 de la placa XXVI), que se inspira en ciertos relojes mecánicos originales.

#### Escala vertical
Las horas (véase la figura introductoria) se encuentran dentro de la izquierda en posición vertical, pero podrían estar, de la misma manera, a la derecha, fijando detalles que lo confirman. Las horas, en conjunto, se imprimen en viñetas de papel-cartón independientes. Estas etiquetas forman una cinta. Están conectados entre ellos por dos cables sobre los que pueden deslizarse con un conjunto de aproximadamente un adhesivo y medio en total. Este juego debe permitir ajustar el tiempo en la bajada real del tambor.
De arriba abajo encontramos en las miniaturas el nombre del fabricante "HUNOT », Seguido de las horas [9... 12... 6... 12... 6... 9] o de 25 horas en total, que deja un intervalo de una hora para dar vueltas al reloj diariamente. La última etiqueta indica el origen del fabricante "SENTIR".

### Funcionamiento

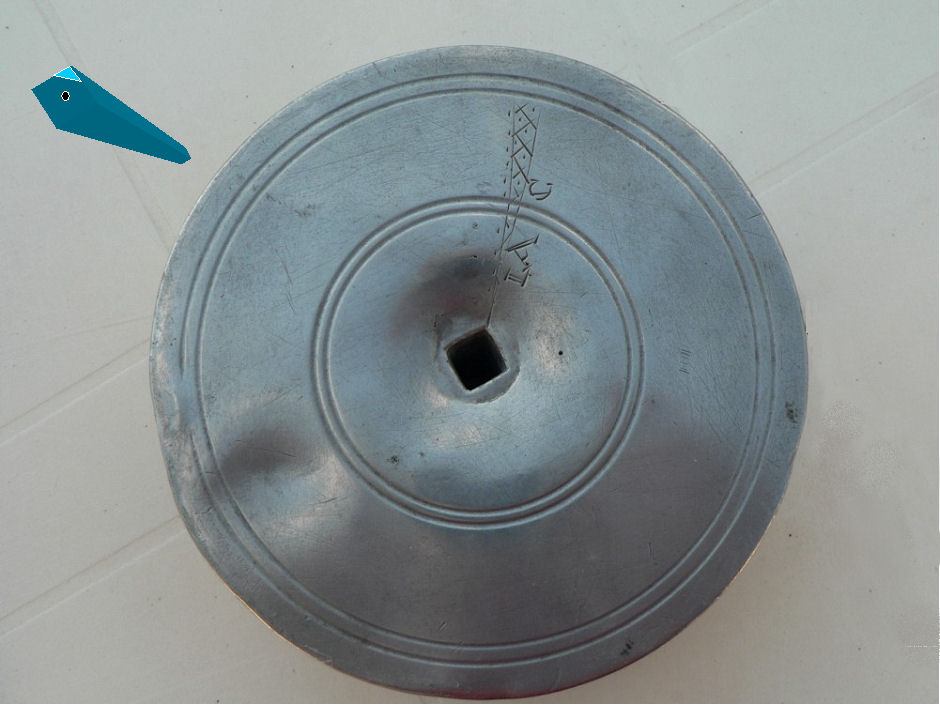
Un tambor con grabado en el lateral el lugar de paso de LA Corde y la plaza de formación biselada.

El eje que sirve de aguja o índice atraviesa el tambor (véase la figura). Se encuentra en la parte central de sección cuadrada e inclinado para un ajuste ligeramente ajustado a su carcasa. Esmaltado en una de sus bordes, deja pasar y cuña el cordón unido a dos ojos en la parte superior del marco.
Todo el tambor, eje, cordón, ajustado horizontalmente, se hace enrollar el cordón alrededor del eje según "tirar un cigarrillo". La operación rápida (a unos 30 segundos de la posición hacia abajo) pondrá el tambor a la posición hacia arriba. Después de unos instantes de búsqueda de su nuevo equilibrio, el tambor bajará con un movimiento que se supone que es uniforme ante la escala horaria.

#### Movimiento motor
Veamos, de forma simplificada, como se establece el movimiento. El tambor está aislado mecánicamente, suspendido por la cuerda enrollada alrededor de su eje ; una porción de "Camembert Se supone que representa el volumen de agua contenido entre las paredes sin agujero de desagüe.
1. El sistema aislado está sometido a la acción de dos fuerzas externas : F p el resultado del peso del tambor y del volumen de agua, aplicado en el centro de gravedad del sistema por una parte, y F t la acción de tensión de la cuerda al cilindro por el otro. El sistema encontrará entonces una posición de equilibrio donde las dos fuerzas serán iguales, opuestas y en la misma línea de acción con una resultante de momentos cero.
2. Ahora supongamos un pequeño agujero de drenaje en la parte inferior de la partición inferior. El agua fluirá lentamente por este orificio provocando un pequeño desplazamiento instantáneo del centro de gravedad hacia la izquierda y hacia abajo, por lo tanto un desequilibrio del sistema que tenderá a recuperar su posición de equilibrio ; pues, dará la vuelta al centro de rotación instantáneo CIR en sentido antihorario, y esto, continuamente, siempre que la cuerda no esté completamente desarrollada.[10]

Moviment motor
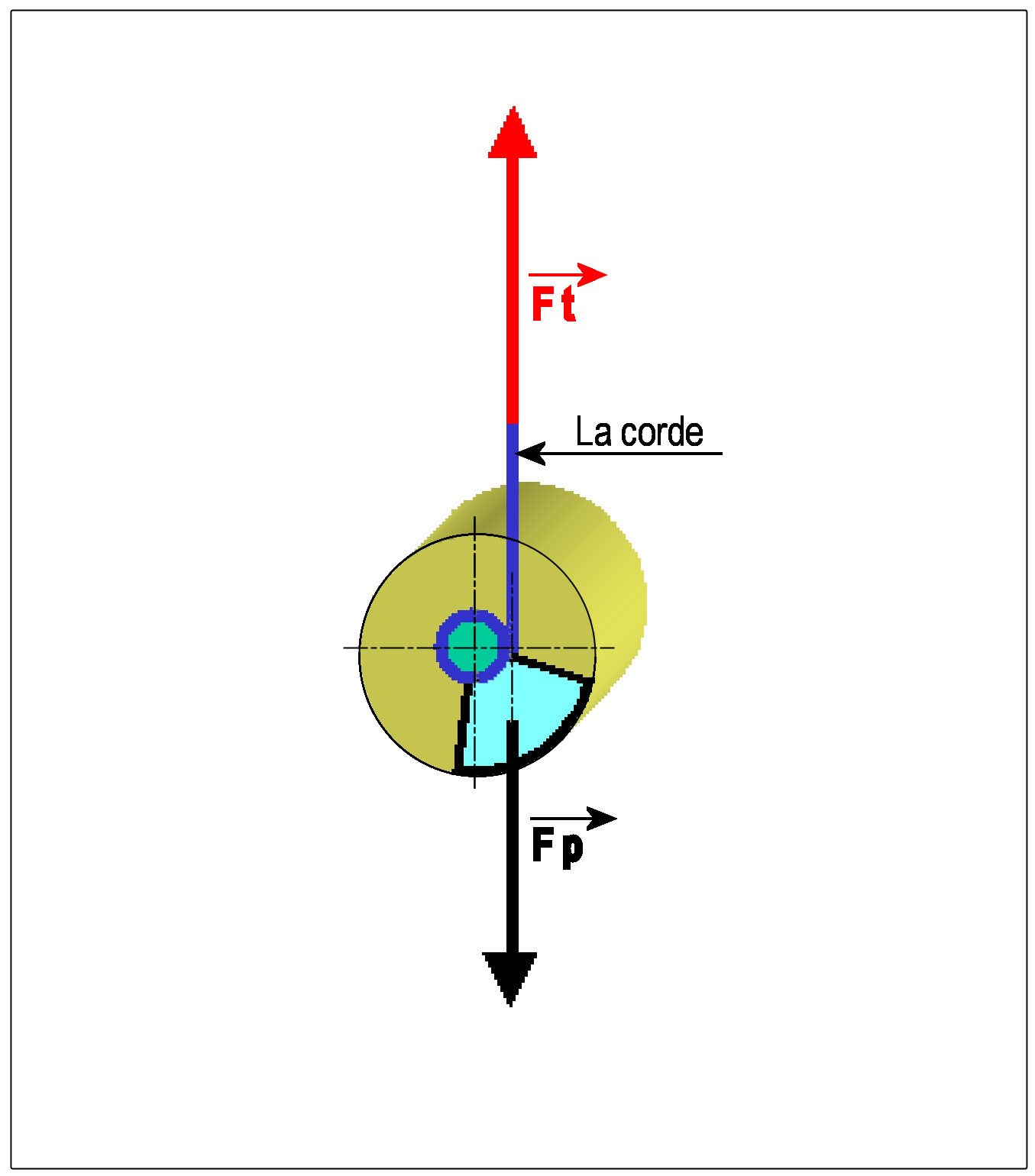
Equilibrio estático del tambor.
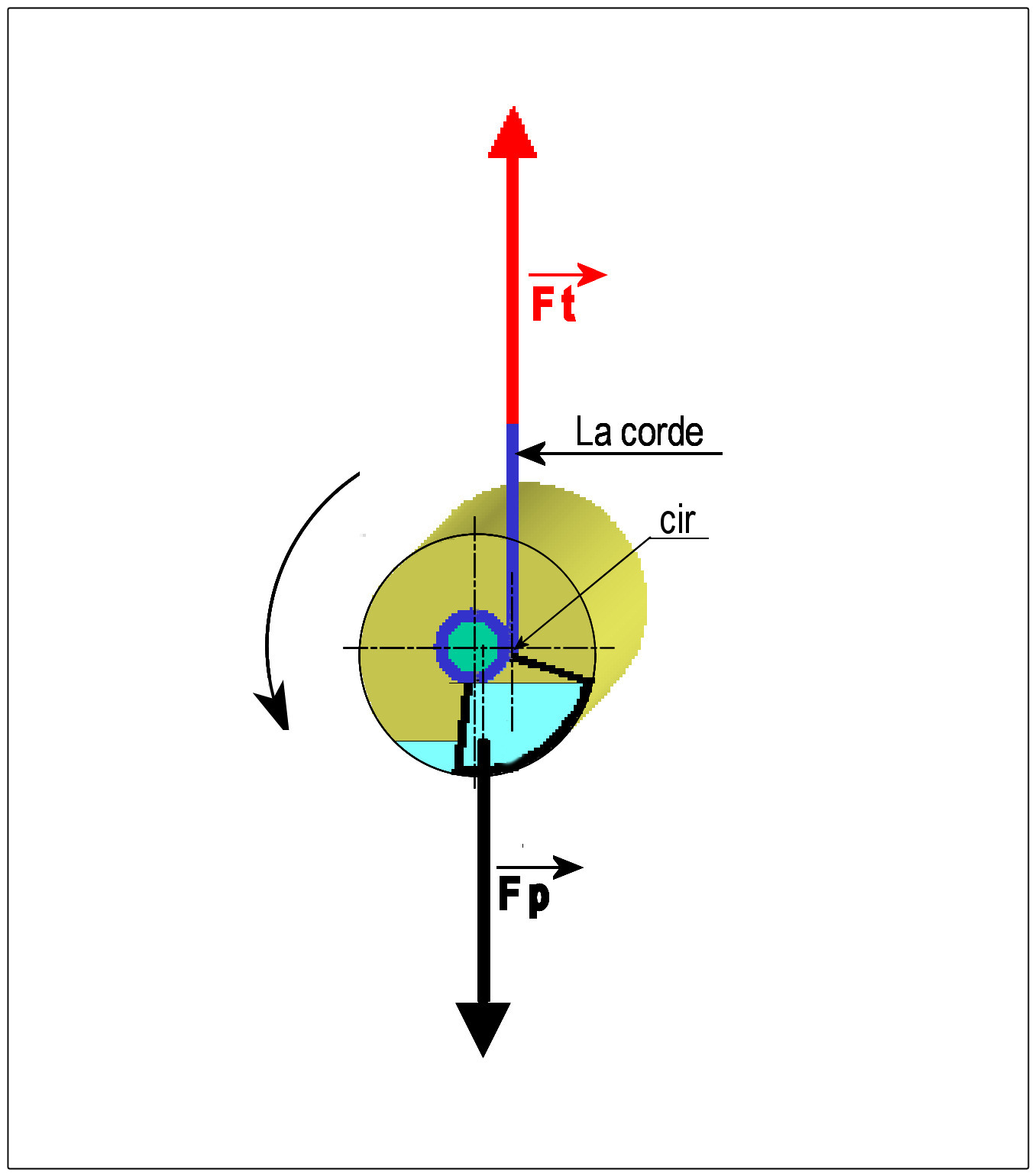
Posición de desequilibrio después de un pequeño flujo.

En el cilindro real, el flujo de agua, al pasar por los pequeños agujeros, no es regular. En general, depende en parte de la altura del fluido que hay encima. Pero la ley de los flujos se complica por el paso simultáneo a través de varios agujeros y que también se puede producir un flujo en un compartimento ya lleno hasta el agujero de paso. Como resultado, el movimiento del cilindro no es un movimiento circular uniforme. Pero la multiplicación de compartimentos tiende a compensar las variaciones del flujo y, por tanto, las variaciones de la velocidad angular y, por tanto, hace que el movimiento sea aproximadamente regular, de media.

#### Exactitud
Los autores de la época destacaron que esta máquina era "muy exacta" Pero también lo era "propenso a ir un poco más rápido en verano que en invierno. ". Ante la imposibilidad, hoy, tener una copia idéntica de estos tambores, veamos lo que nos dicen dos fabricantes actuales.
- JM. Ansel, diseñadora de relojes de sol monumentales, produjo un reloj de agua educativo de plexiglás para el observatorio-planetario Ludiver de Beaumont-Hague (50). Escribe en un artículo "La bajada de 90 cm tarda 2 h 40 min... El instrumento es sorprendentemente preciso... ";[11]
- A. Sterling, profesor honorario de hidráulica en la Universidad Libre de Bruselas, hizo construir un modelo, también en plexiglás, en 1997. escribía entonces : "Acabo de reconstruir uno... La esfera, integral con el eje, gira exactamente una revolución por hora... Es exacta en un minuto cada veinte y cuatro horas. " ; información valiosa. Desgraciadamente, no nos da detalles adicionales sobre la regularidad del movimiento.

Se realizaron pruebas de caudal para averiguar si esta máquina era realmente propensa a ir un poco más rápido en verano que en invierno. ; a un aumento de 10 ° de temperatura (sin tener en cuenta la presión atmosférica) corresponde un avance de un minuto por hora, o veintidós cuatro minutos al día. Esta información cuantificada debe considerarse a su valor razonable, ya que el modelo no es similar al tambor real, pero la hipotética variación no parece insignificante. Para la comparación, en este momento, los relojes mecánicos básicos tenían fácilmente una variabilidad de ± 3 minutos por 24 horas. Finalmente, algunas copias aún contienen agua en 2015 ! El propietario de un reloj de agua que aún no funcionaba hace mucho tiempo indicó que, para evitar el problema de temperatura, la máquina se colocaba en una habitación situada en el norte !!

### La función de despertador
A el reloj de agua de referencia, esta función la realiza una hermosa estructura de época, todo en metal forjado. Un carril integral con el marco permite ajustar la posición del mecanismo de disparador llamado "de cuatro dígitos". Cuando se baja el tambor, su eje, a la hora de despertar elegida (de 9 a 9 horas más tarde), aprieta el gatillo que luego libera un sistema [cordón, peso, contrapeso] que actuará sobre el mecanismo de vez situado el en la parte superior izquierda del marco de reloj de agua.

Este impactante mecanismo con una barra de palet y una rueda de reunión es un clásico desde la Edad Media. También podemos observar que es estrictamente idéntico al mecanismo de una alarma de reloj, ilustrado en la Enciclopedia de 1765.

Organes
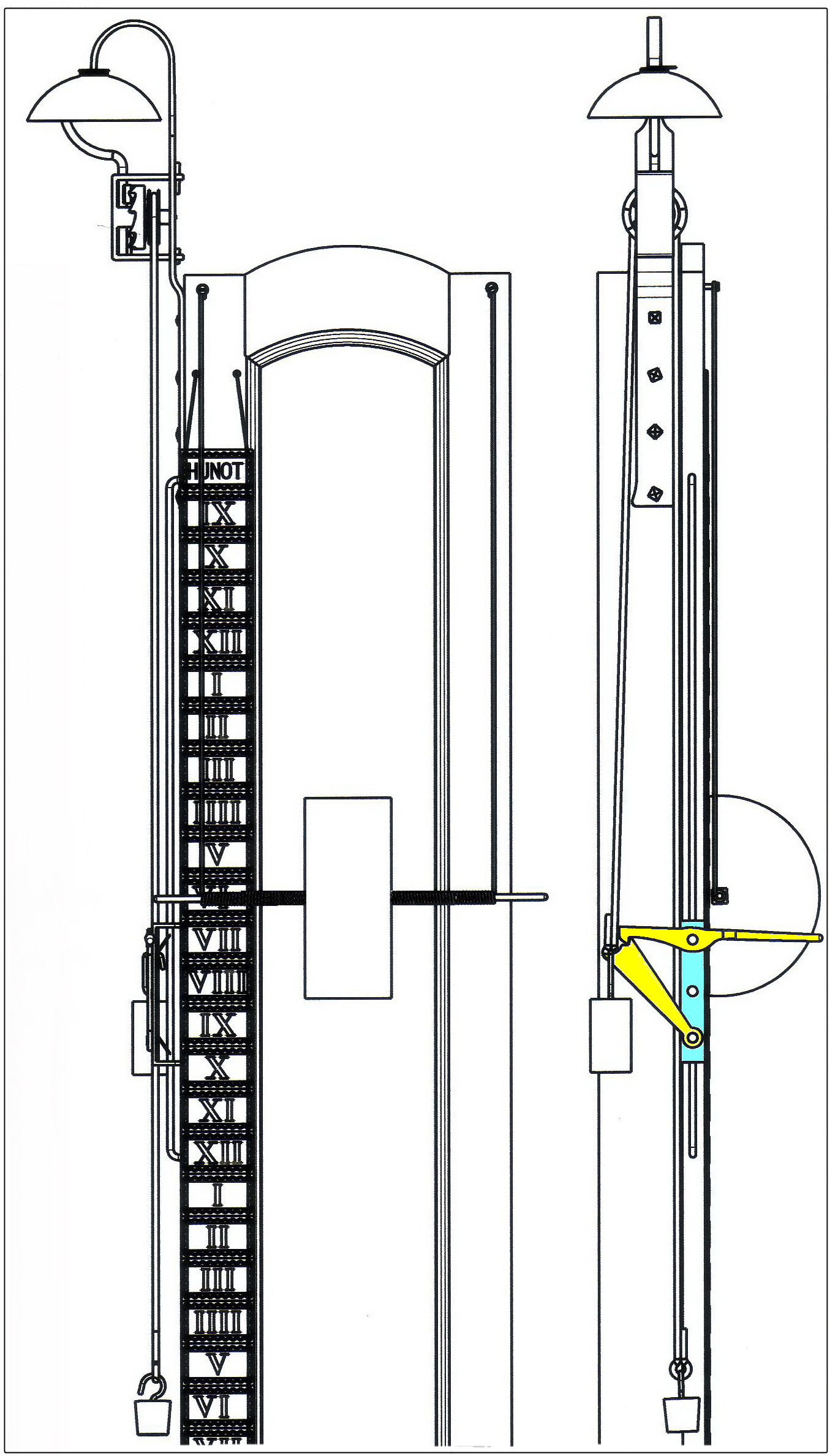
Sistema de campanas con mecanismo de cuatro dígitos resaltado.
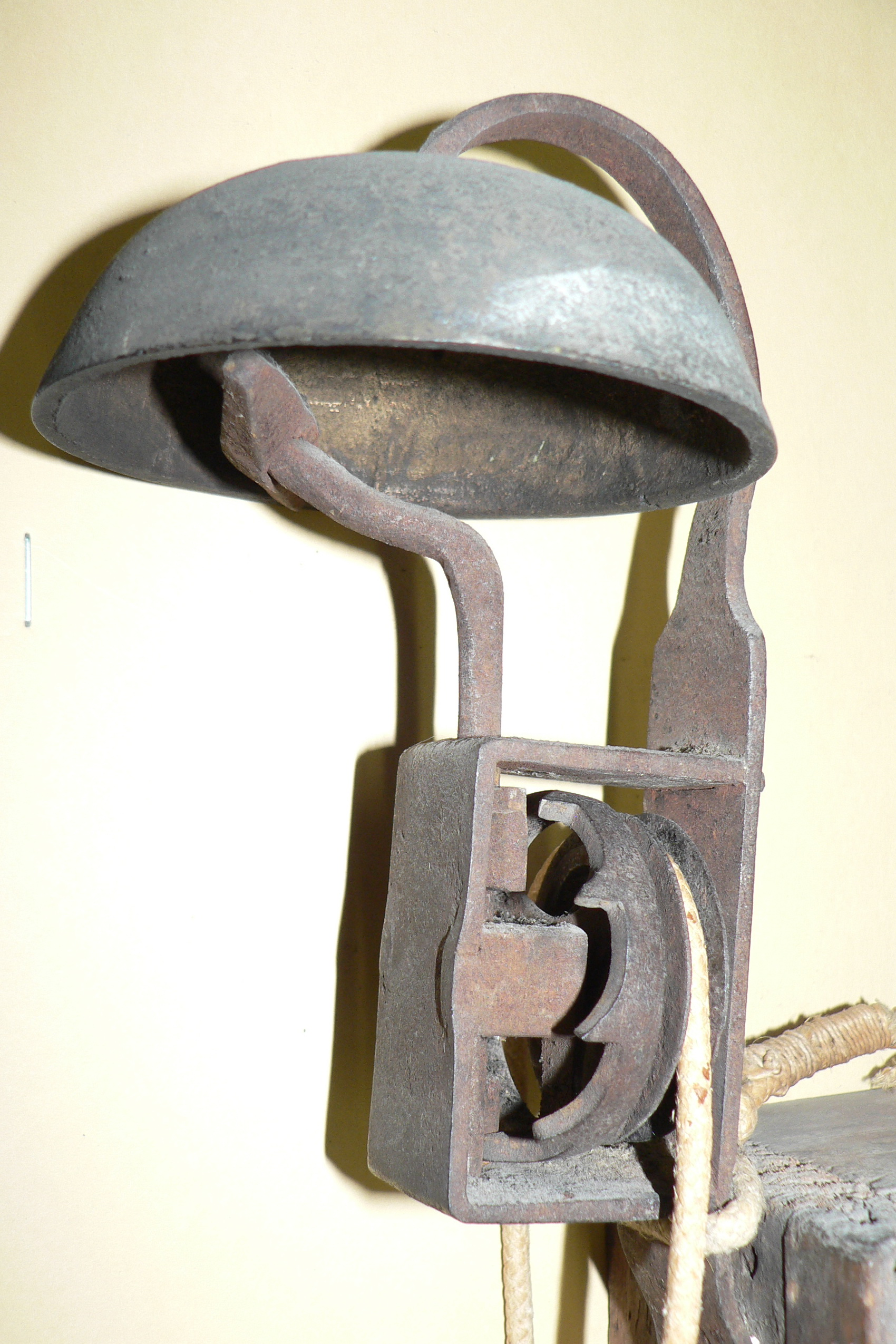
Mecanismo impactante con varilla de palas y rueda de reunión.
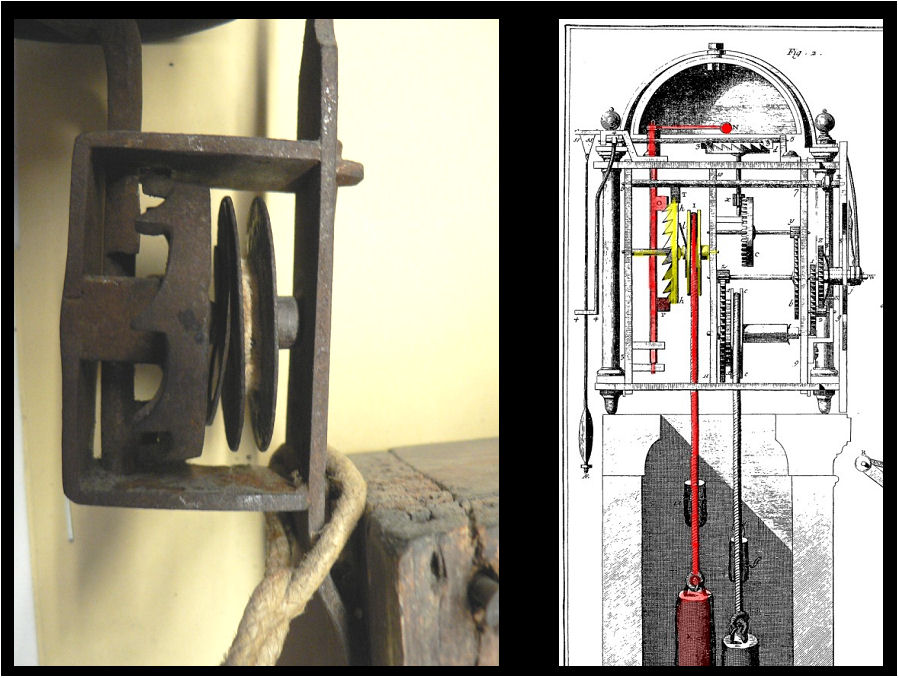
Analogía dimensional del sistema de anillamiento con el descrito en la Enciclopedia por Diderot y D'Alembert del mismo periodo.

Otros mecanismos sorprendentes han adaptado, según la imaginación de los diseñadores, a la Reloj de agua básica.

## producción

### Hojalateros de estaño

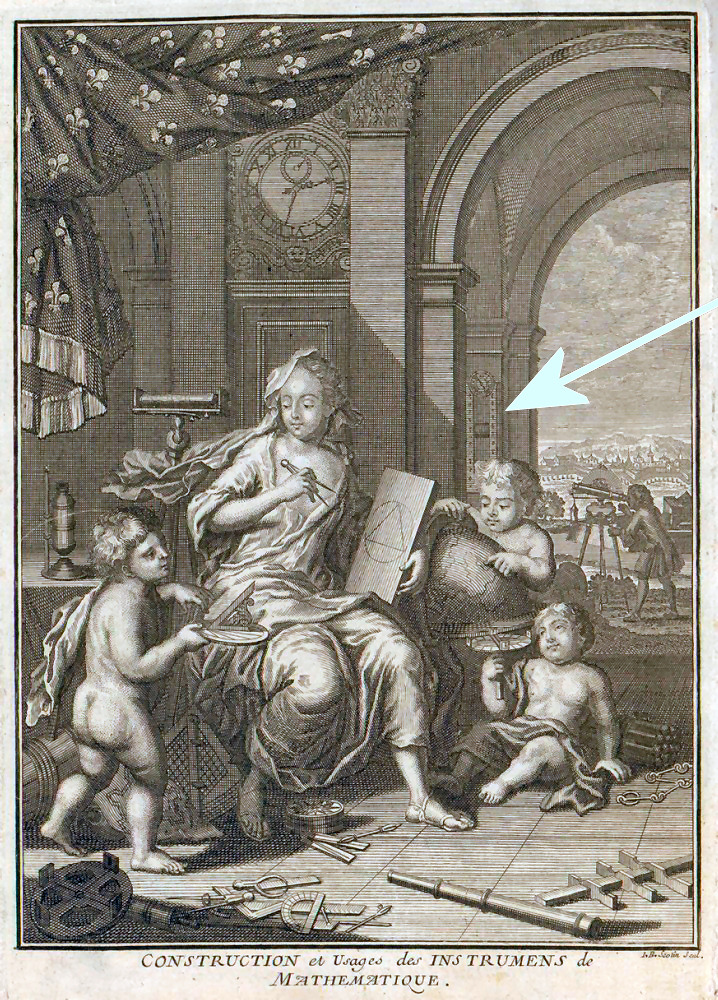
Frontispicio de la obra de Bion con una Reloj de agua de tambor, 1752.

En Francia, las fuentes bibliográficas son numerosas. Los escritos se extienden durante el periodo de producción, es decir, desde finales XVII siglo XVII siglo a finales del XVIII siglo :
- Ozanam en su obra de 1694 aporta información personal, pero es a través de una traducción anexa y comentada de un escrito italiano de 1669 que nos ilumina más sobre todos los relojes movidos por la "elementos" ¿Qué son el agua, la tierra (arena), el aire, el fuego ;
- Bion explica con fuerza extensión, en cuatro páginas, como estos "relojes de agua... que sirven de despertador" ; una Reloj de agua está presente en el frontispicio de su libro Uso de instrumentos matemáticos ;
- Dom Alexandre describe detalladamente la fabricación original mediante soldadura y nos cuenta que ha "inventado" Este tipo de reloj ;
- El salmón, él mismo un alfarero de estaño, es el gran especialista ; responde prácticamente a todas las preguntas sobre la fabricación de su tiempo.

Los principales centros de cerámica de la época eran París, Lyon y Burdeos. A Sin, sólo eran una pequeña comunidad : Hay 10 alfareros hacia el 1700, 4 en 1760, 2 o 3 en 1800 y 1 hacia 1860. En comparación, en París, en 1773, había unos 150 antes del 1690.

La familia Regnard, seguida de la de Jean-Baptiste Hunot, son prácticamente los únicos que comercializan los relojes de agua de Sin que, por su simplicidad y su precio, han tenido un éxito real durante más de cien años. Más tarde hacia el 1750, en Chartres, Salmon y otros alfareros ampliaron el campo de distribución de estas máquinas.

Rellotges d'aigua de Sens
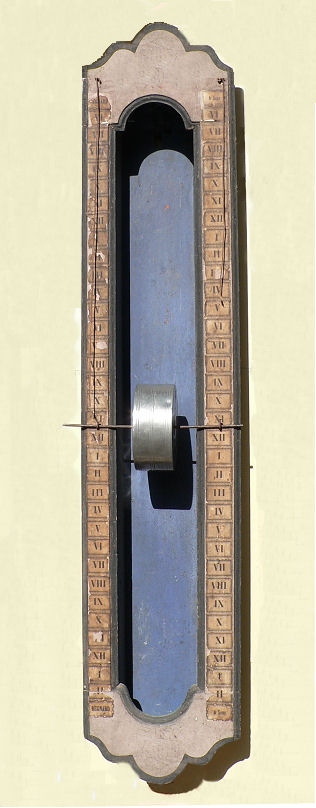
Modelo original marcado con Regnard.
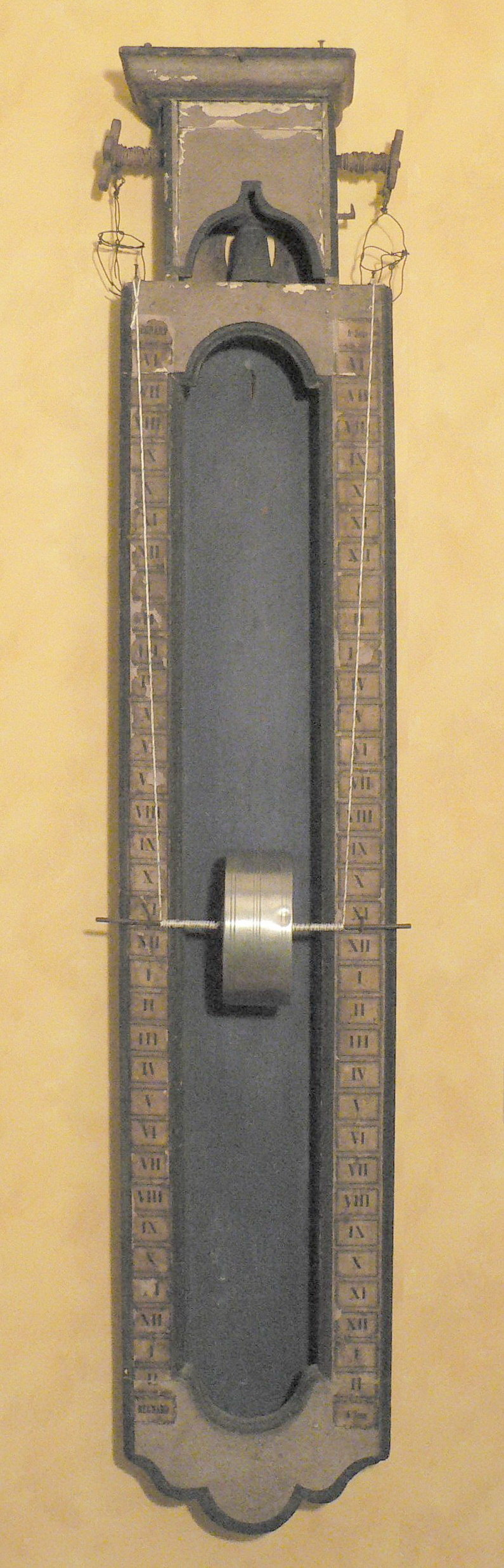
El mismo después de añadir un sistema de despertador.
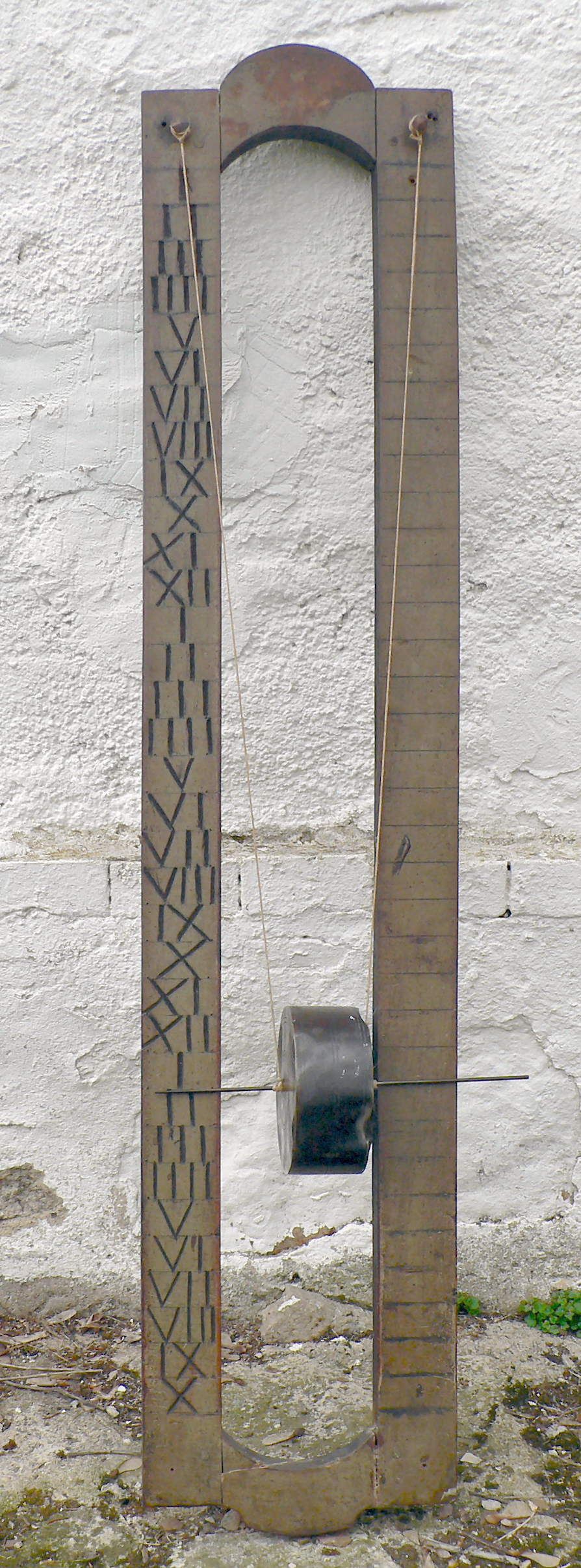
Clepsydre Hunot, aún trabajaba hace poco tiempo.
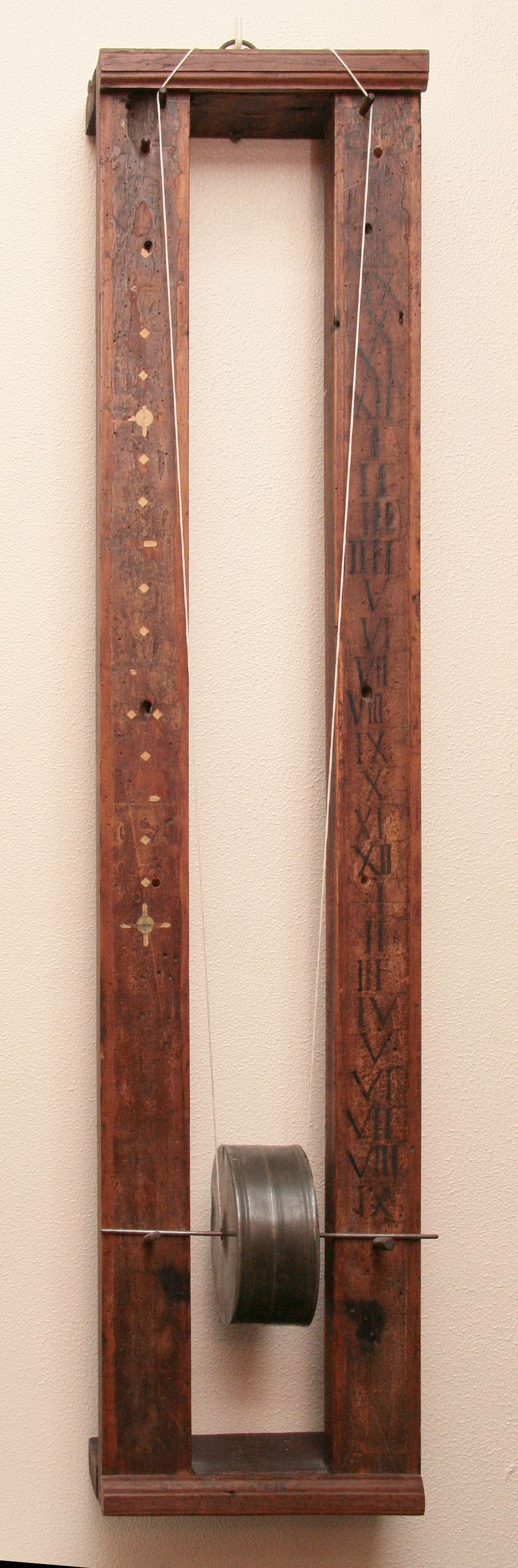
Reloj de agua aún funciona ! Colección privada.

### Precio y coste
Salmon indica en el preámbulo de su artículo sobre reloj de agua : "Tenemos un reloj de agua a un precio muy modesto. Esta información es mínima. Sol, Millin, en 1807, nos da un valor cuantificado : "El precio de cada uno es de 3 a 6 francos, dependiendo del tamaño. "
Información preciosa. Qué valor representaba ? Entonces, un jornalero tenía 0,25 F por día de vida además de comida, un trabajador ganaba de media entre 1 F y 1,5 F, es decir, que necesitaba tres días para ofrecer su "reloj". A modo de comparación, un despertador básico, como el que se ilustra en la Enciclopedia, podría valer 150 F, un reloj fabricado en Ferney-Voltaire hacia el 1775 : 100 F. Relojería mecánica, en ese momento comenzó a fabricarse en grandes series. El precio acabado de un reloj de acero básico debería estar alrededor de 20-25 F. En cuanto al reloj de agua de este estudio, vendida al menos 3 F, sin un sistema de anillamiento supuesto, debería haber costado 2 F que se podría dividir aproximadamente en 1 F para el tambor y 1 F para el marco, los suministros y la mano de obra.

### Usuarios
Los escritos sobre clientes son escasos. Las fuentes de la ciudad de Sens nos cuentan principalmente los destinos de prestigio : Millin, 1807 : "Muchos extranjeros los adquieren como objeto de curiosidad... [menudo] los enviamos a Rusia, España y América... Varios relojes inteligentes de Ginebra han llevado estos relojes acuáticos para completar su colección. " ; Maucler, 1828, preciso : "Una de esas ingeniosas máquinas se colocó en una habitación del ayuntamiento [de Ginebra]" ; Tarbé, 1833, toma todos estos destinos y añade : "Generalmente se enviaba a todos los países del sur donde no era posible mantener relojes de hierro y cobre durante mucho tiempo. ". Los otros XVIII del siglo XVIII siglo no son más detalladas ; en su descripción funcional de la máquina, insisten en que es silenciosa y que encuentra naturalmente su lugar en las habitaciones y en particular a las de los pacientes. Curiosamente, nada en los clientes habituales. Sol, escribe Salmon : "No ha pasado un siglo que los alfareros de estaño fabrican estos relojes para el uso del público y, en particular, del cultivador... Pero como si esta incansable clase de ciudadanos tuviera menos interés en conocer las horas del día que aquellas donde ella tiene que interrumpir su descanso para ir a los campos para evitar el retorno del sol, sólo compran un reloj para ello, mediante un pequeño mecanismo adicional que se añaden según consideren oportuno. Un despertador más seguro que su gallo gallo. "Por lo tanto, podemos concluir que era un objeto" Público general Que tenía su lugar en la ciudad y en el campo. El pequeño mundo eclesiástico no los despreciaba, probablemente los sacerdotes del país los tenían para la celebración de oficios. El seminario de Joigny tenía uno y el mundo de la justicia también ; por lo tanto, estas máquinas eran habituales y difundidas "en el circuito de la provincia» De Sens y Chartres o Borgoña, Brie y Beauce.

### Cantidades fabricadas
En primer lugar, veamos el período de producción. Vemos los primeros relojes de agua hacia el 1690, indica Tarbé : "Fue un alfarero de estaño llamado Regnard, que en fabricó una gran cantidad. Sus nietos [Nicolas Charles Félix y Louis Antoine, hacia el 1775] continuaron fabricándose el y vendiéndolo hasta hoy... Hoy, [1833], este tipo de industria está completamente abandonada. ; el flujo ya se había convertido en casi nulo durante casi medio siglo [es decir, hacia el 1780], debido a la inmensa cantidad y el bajo precio de los relojes de primavera... "Para ser exhaustivos, insistimos que los almanaques" Tarbé »De la ciudad de Sin indique, hasta el 1843-46, en la lista de los comerciantes de los Senones : "Fábrica de relojes de agua y estanque : París "
En cuanto a "gran" Cantidades producidas, especifica el salmón : <br /> "Hicimos una cantidad prodigiosa de estos relojes de estaño... [a Sin i] Chartres, donde vivo, donde los fabricó M. Lainé y donde todavía los hago cada día. "

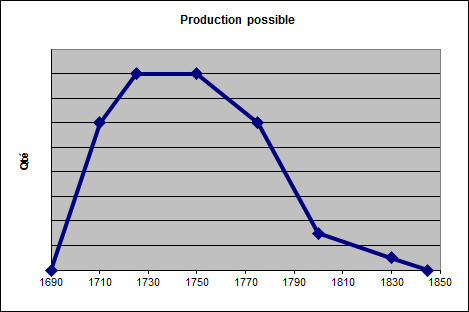
Posible evolución de la producción.

Ante esta escasa información, seguimos expectantes. Parece que la producción fue de tipo anecdótico. Para argumentar en esta dirección, primero podemos confiar en el número de copias supervivientes (una veintena de listadas hoy, copias que se encuentran principalmente en museos), y después en que Salmon escribió en un momento en que la cerámica de estaño y los relojes de agua comenzaron a ser obsoleto. Podemos añadir un pequeño texto de Reverchon de 1895 que indica que "en la región de Brie, en encontramos veinte, pero todos incapaces de funcionar. " ; Mathieu Planchon que escribió el reloj también indica en la misma reseña, en 1897, que tiene una y que no son muy raras. Estos textos de finales del XIX XIX siglo preferiría ir en contra de esta ridícula hipótesis de producción. De hecho, debido a su banalidad, estas máquinas, que habían quedado obsoletas, se tuvieron que romper para recuperar la lata de los tambores, al igual que el antiguo equipamiento agrícola que esperaba al fondo de un edificio para que pasara el vendedor de chatarra. De ahí su progresiva y casi total desaparición actual. En cuanto a las hipótesis previstas - con respecto a los textos que hablan de "grandes cantidades", de "cantidades prodigiosas", también debido al hecho de que aún había una veintena a Brie hacia el 1900 - no parece razonable suponer con precaución que se haya alcanzado el millar de ejemplares o al doble en cada centro de producción.. 

## Historia

### Orígenes

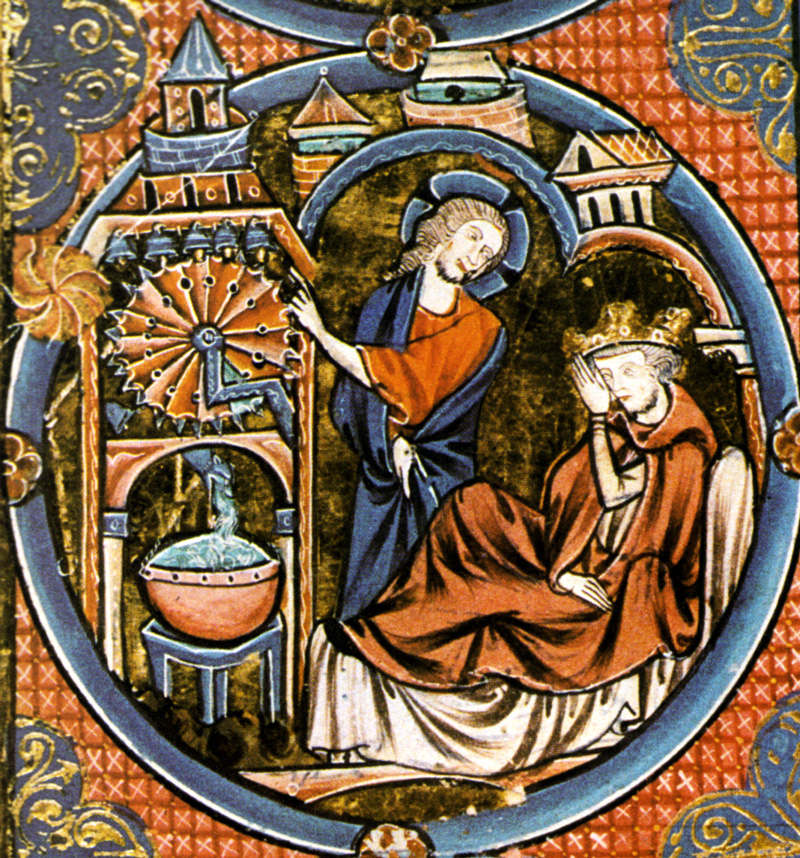
Reloj de agua con probables campanas de activación del tambor hidráulico, hacia 1250.

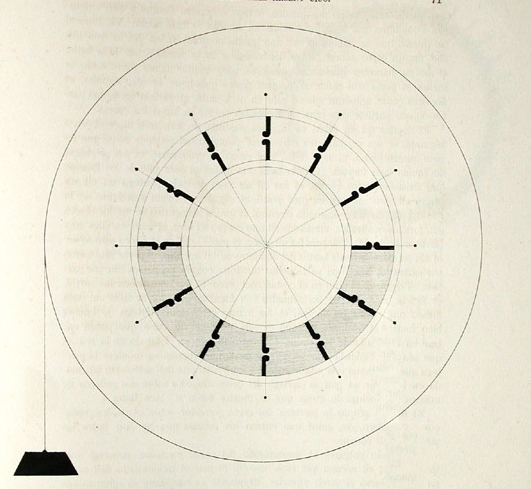
Diagrama de un reloj de mercurio, capaz de activar un astrolabio, 1276.

El movimiento rotativo de un tambor regulado por un fluido es conocido por imágenes XIII siglo XIII. siglo. Una miniatura de una Biblia moralizada francesa (hacia 1250) nos muestra, entre otras cosas, este tipo de motores que activan un conjunto de campanas.
Unos años más tarde, siguió la primera descripción de un reloj de tambor giratorio, acompañado de diagramas explicativos. Se toma de una traducción de los Libros de conocimientos astronómicos, un conjunto de tratados de origen árabe compilados en 1276 bajo el patrocinio del famoso rey Alfonso X. Se supone que este reloj de mercurio, accionaba la araña de un astrolabio mediante una reducción adecuada. Un intento de reconstrucción moderna ha demostrado que este tipo de reloj pudo haber funcionado, pero su fiabilidad y precisión eran difícilmente satisfactorias.
Según Bedini, no fue hasta finales del XVI XVI siglo, por lo que este tipo de reloj de agua de tambor, descrita por Parisio en un pequeño libro raro publicado en Venecia en 1598, vuelve a aparecer en Italia. Aquí, el tambor es sencillo y sólo tiene una partición radiante para el paso del agua.
Más tarde, Solomon de Caus es citado por Anton Lübke por haber presentado la máquina en una obra de 1615 titulada Las razones de las fuerzas en movimiento... Lübke, para acompañar su cita, presenta un grabado de un reloj de agua y un depósito de tambor que consta de 5 compartimentos separados por tabiques aparentemente cerrados. Pero, de este reloj, no hay rastro, al menos en la edición de 1615 consultada.

Volvemos a Italia, el centro del desarrollo de esta máquina. Los mecanismos descritos por varios autores, incluidos Eschinardi y Campani citados por Bedini, evolucionarán al XVI siglo, para llegar finalmente a un conjunto de procesos muy diversos reunidos en el tratado de Martinelli sobre relojes elementales publicado en Venecia en 1669 y traducido posteriormente por Ozanam.

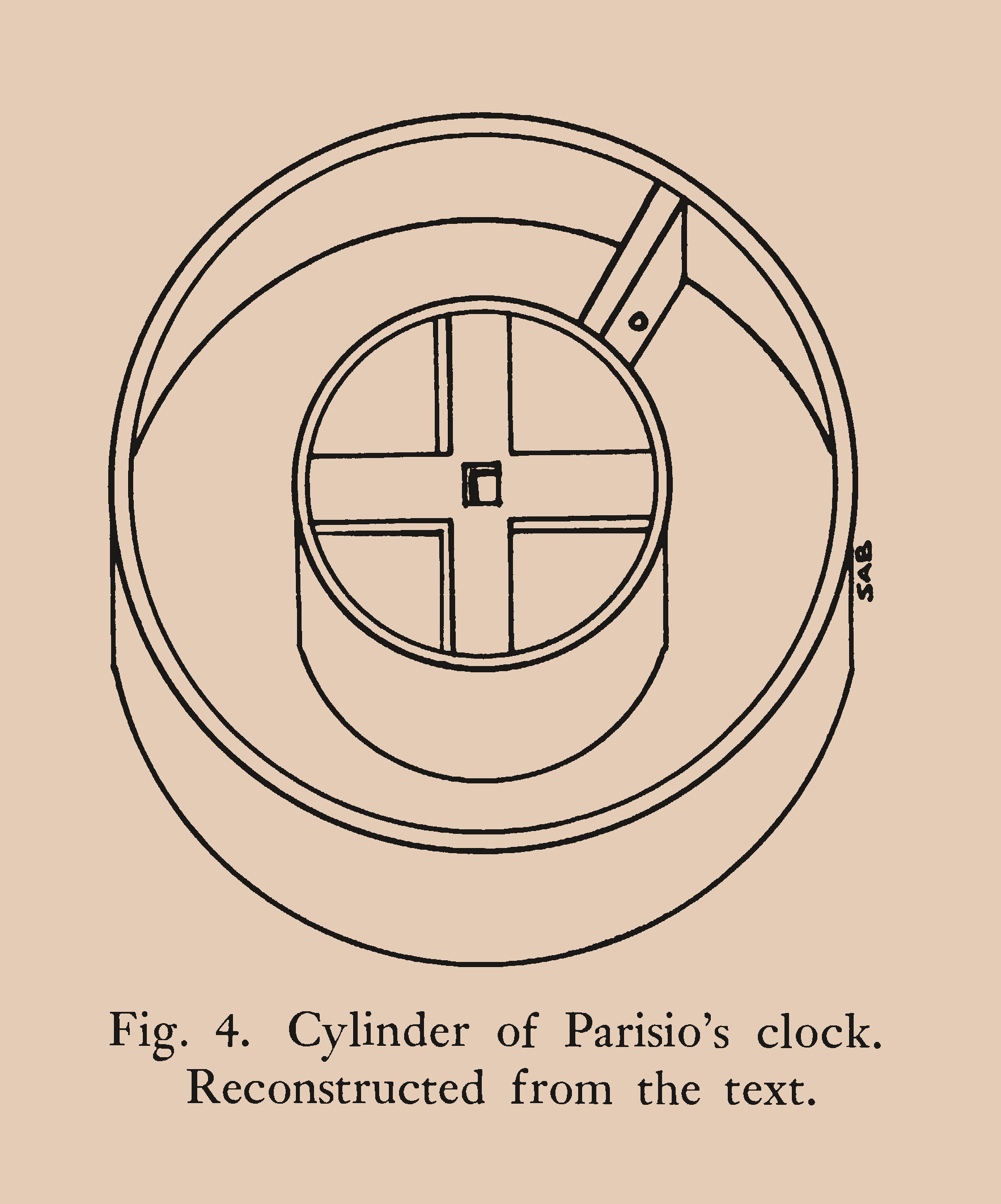
Tambor en una partición de Parisio, 1598.
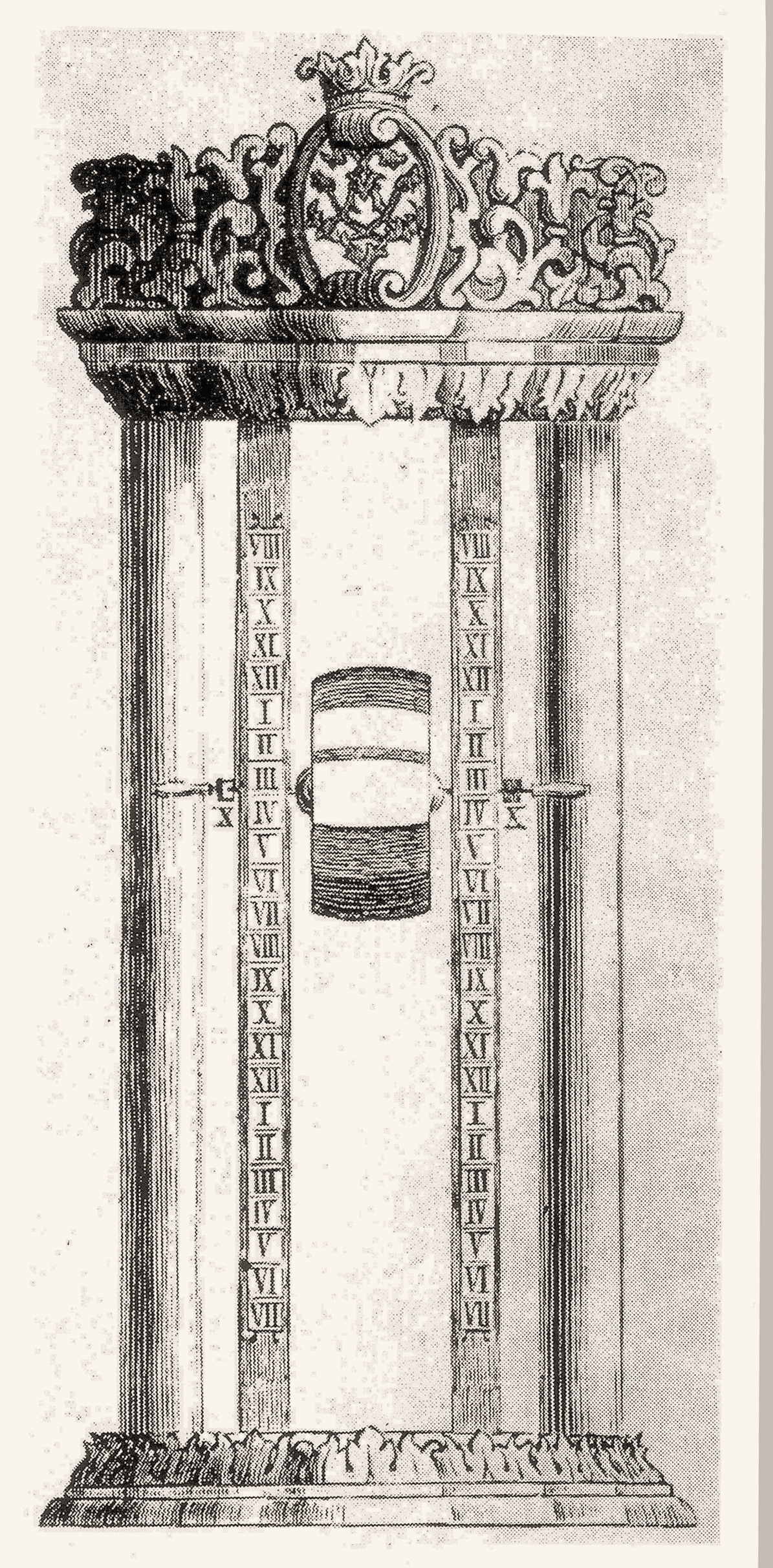
Reloj de agua de Salomón de Caus, 1615.
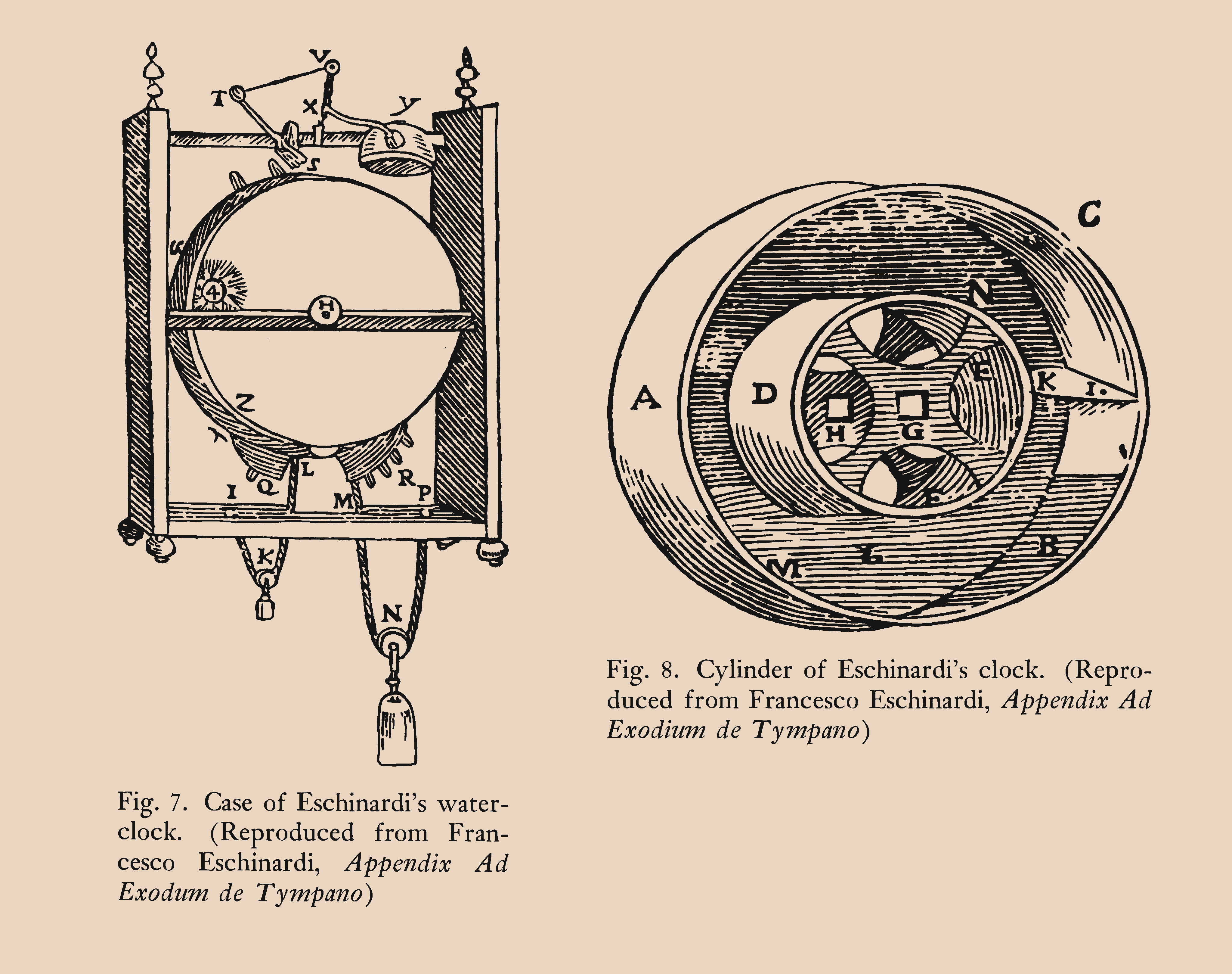
Reloj despertador de agua Eschinardi, 1669.
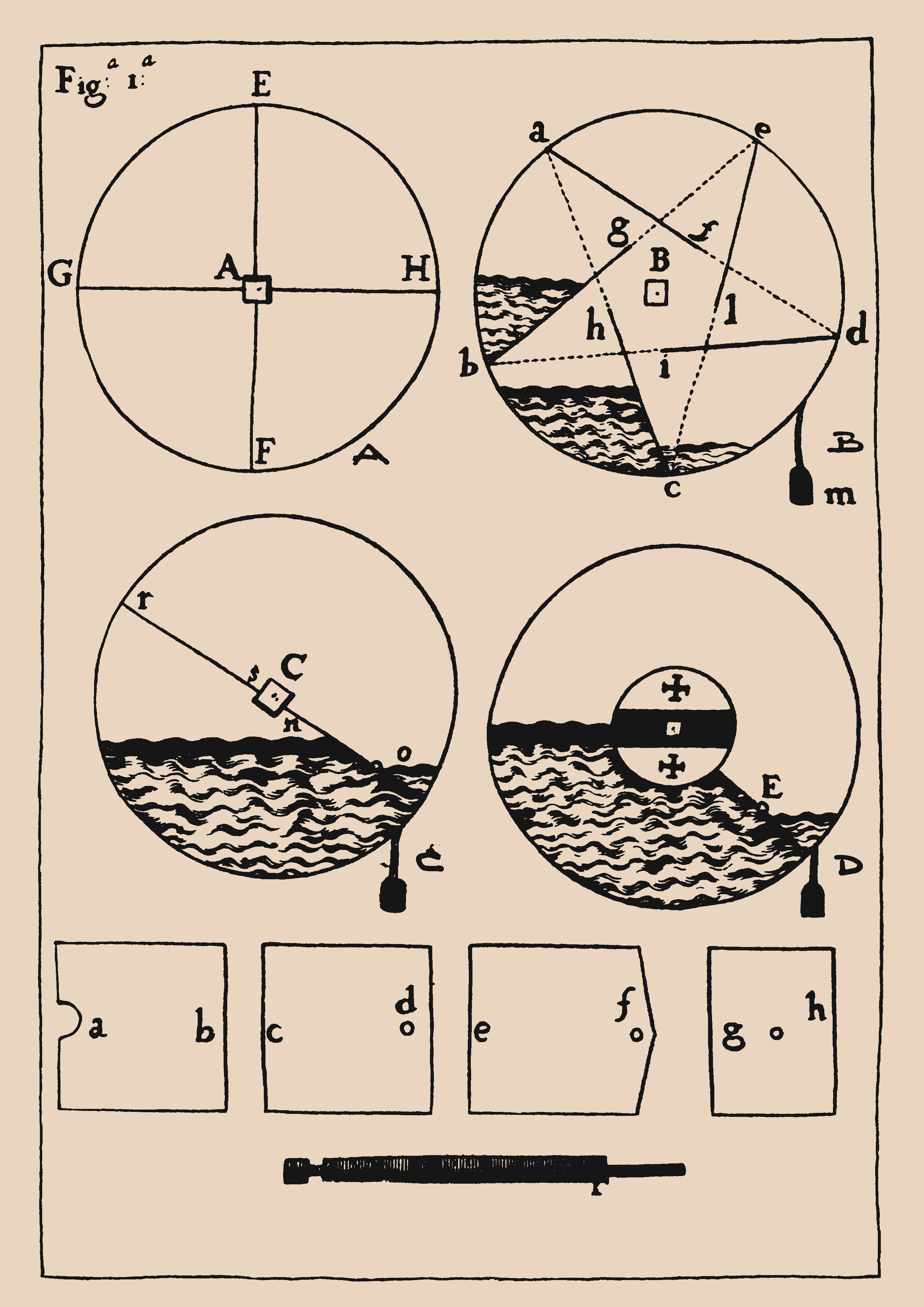
Varios tambores de Martinelli, 1669.
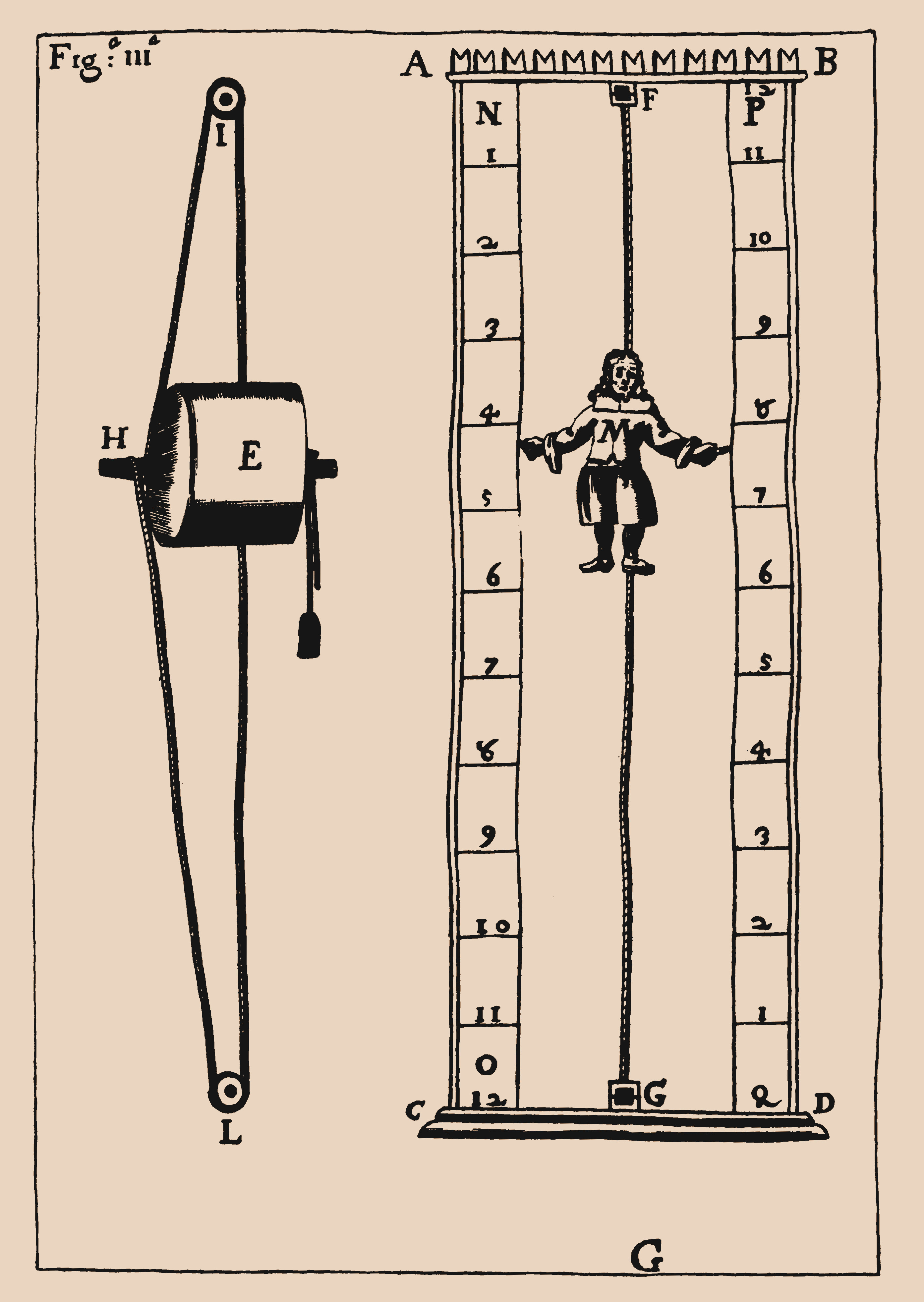
Un reloj de agua de tambor de Martinelli, 1669.

### Francia, hacia 1690
Desde la década siguiente, podemos ver, en Francia, el interés provocado por esta curiosidad :
| « | 438 / 5000 Este arte no tardó en atravesar las montañas, y desde el año 1673 en adelante vimos relojes de agua en Francia en los Gabinetes de los Curiosos. Además, los franceses, nacidos para perfeccionar los inventos de sus vecinos, apuestan por los artistas más hábiles de Italia; & M. Hubin, esmaltador del Rey, ejecutó en vidrio una admirable clepsidra de agua de pie y medio de altura, y que se puede ajustar a la medida de tiempo que se desee. | » |

Esta Reloj de agua, probablemente del tipo "Río arriba Parecía más bien un barómetro.
El primer reloj de agua conocido, a priori francés, proviene de un hombre llamado Graverol, de Nimes, encargado de la misión en Italia. Llevó a su equipaje una máquina y toda la información necesaria para construir una. Este modelo, inspirado en Martinelli, tras el mismo Graverol, será perfeccionado por dos ciudades francesas, una de Tolosa y la otra de Comenge. Graverol describe detalladamente Nuevamente ilustrado en Le Journal des Savants de 1691, con la clara esperanza de su futura comercialización. Entre los detalles que encontramos : Las horas mostradas a la moda italiana, el tambor de hojalata, cuya corte revela una partición no funcional (tal vez para preservar el secreto de su fabricación), en la parte superior del chasis, un lema "Esse incipit dum desinterés esse »Que rodea un fénix estilizado (traducción aproximada : "Devorado por las llamas, resucita". <br /> El reloj de agua de Graverol es el único reloj de agua conocido que lleva este tipo de inscripción que a menudo se encuentra en los relojes de sol.
Más tarde, en 1694, Ozanam será el primero en evocar nuestros relojes de Sens : "Si conociera el inventor de un reloj tan sencillo y extraordinario, le haría la justicia debida aquí. Sólo sé que los primeros que vimos en París en 1693 fueron llevados de Borgoña : Vi una de lata, que se había hecho a Sin. "

Finalmente, he aquí Dom Alexandre, benedictino de la congregación de St-Maur, que hizo profesión de fe en la abadía de Vendôme. Escribió en su Tratado general de los relojes posiblemente escrito ya en 1705 : <br /> "el tambor horario que el RP Charles Vailly religioso benedictino de la congregación de S. Mauro había construido en la ciudad de Sin en Borgoña por Sieur Regnard Etaminier de la citada ciudad en 1690. [... ] Sieur Renard Etaminier, de la ciudad de Sens, hizo y distribuyó algunos de los cuales todo el mundo estaba contento. "

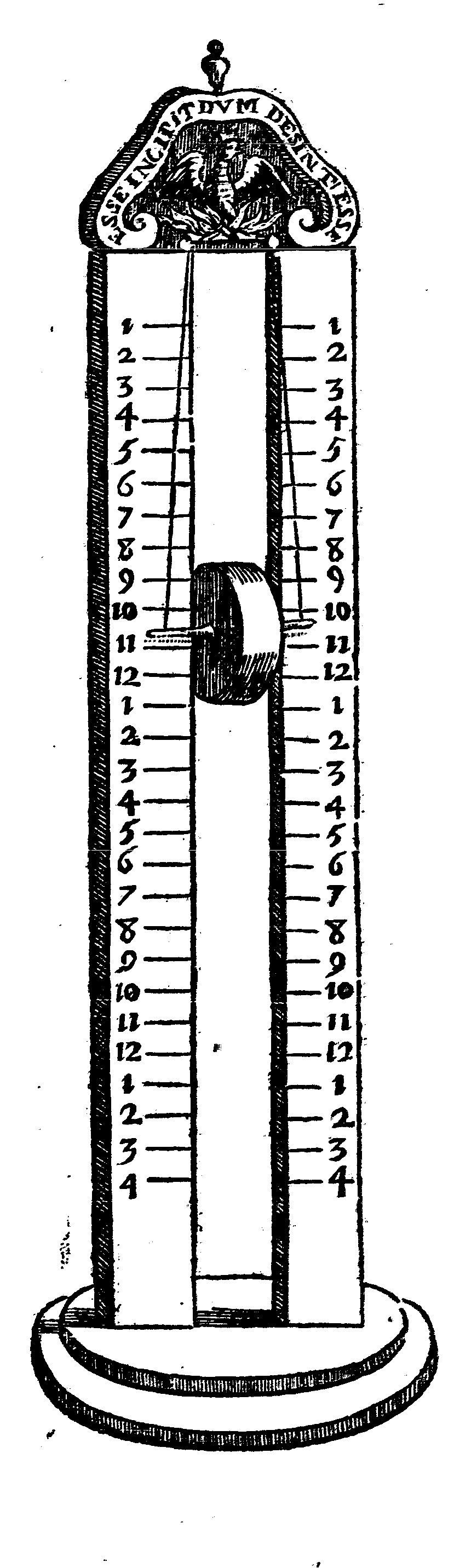
El reloj de agua de Graverol, 1691.
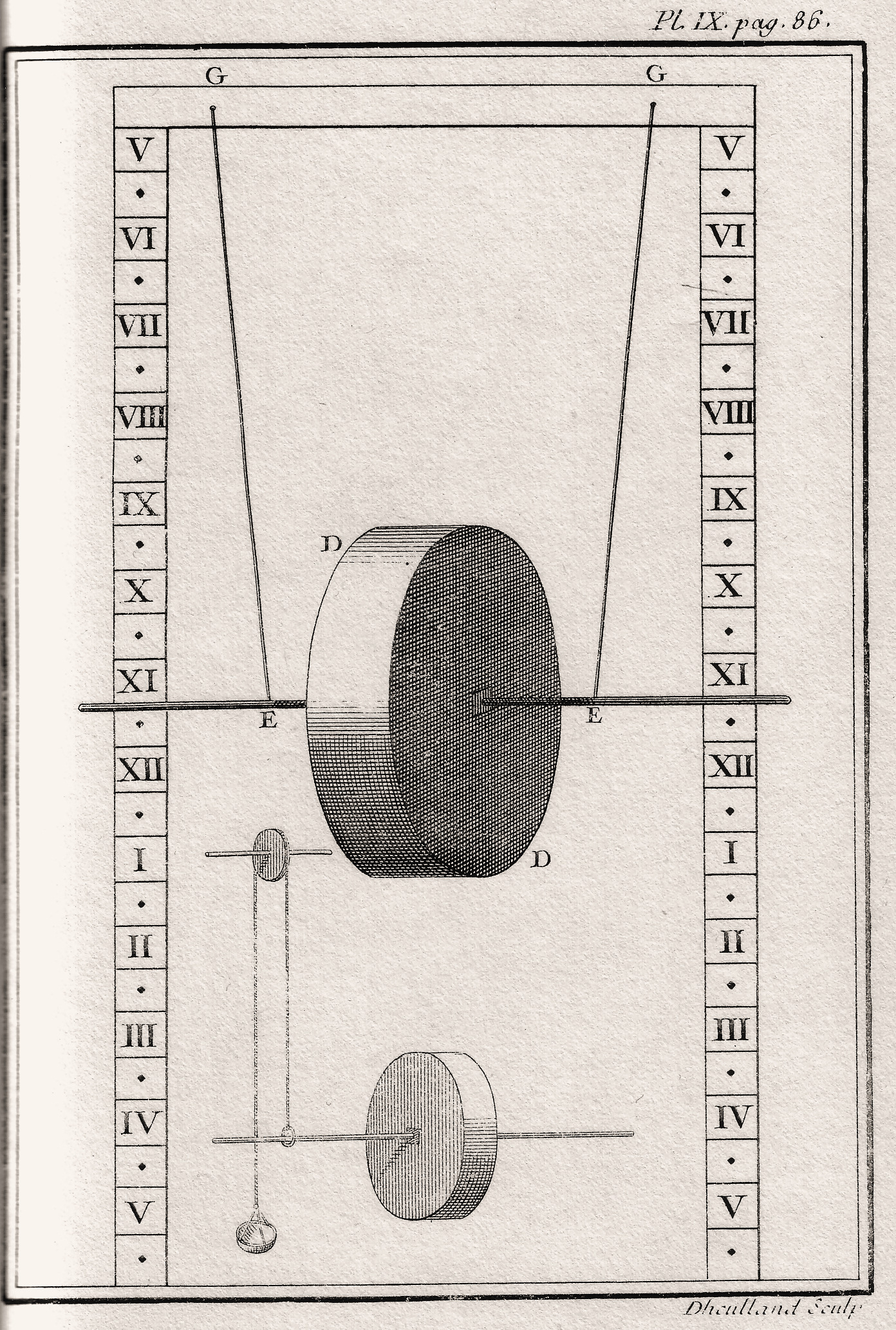
Diseño de Dom Alexandre, 1705.
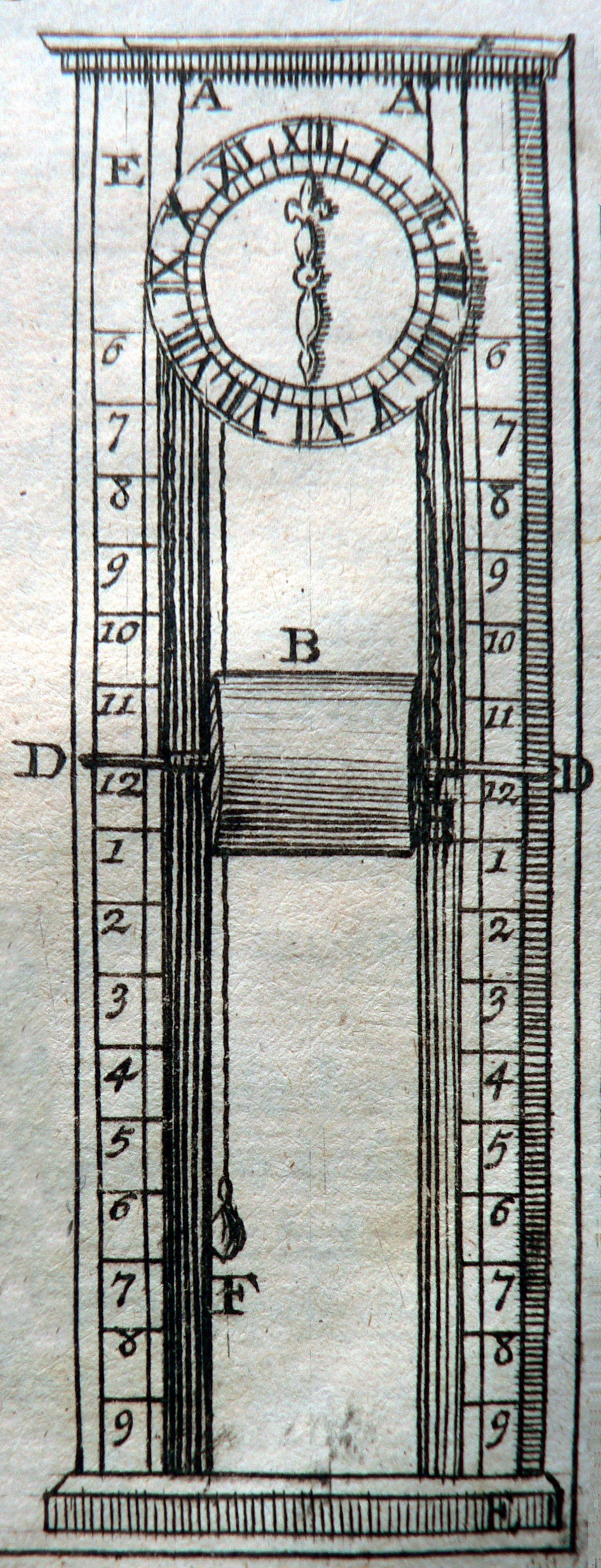
El reloj de agua de Bion 1716.

Salmon, para terminarlo, explica en sus notas : "Un ceramista de estaño del sitio [Sin], M Renard [Nicolas], dijo que era un religioso benedictino quien había dado a su padre [René] el conocimiento de esta máquina hidráulica. "
1. Una primera obra de 1770, la Historia literaria de la congregación de St-Maur [24] - congregación de la orden benedictina - nos proporciona información sobre el personaje : "Dom Charles Vailly, 1646-1726, ejerció la profesión a los 22 años en la abadía de la Santísima Trinidad de Vendôme [... ] Se entregó por gusto al estudio de las matemáticas. No sabemos qué conocimientos había adquirido, porque condenó a disparar todo lo que había escrito [... ] Este religioso se puede considerar como el restaurador de la Reloj de agua [... ] Dom Vailly, que se aplicó especialmente en las matemáticas prácticas, notó que las fallas de estos relojes y trabajaron seriamente para perfeccionarlas. A fuerza de experimentos, combinaciones y cálculos, finalmente consiguió darles el punto de perfección, donde están ahora. En el momento de su renovación, estaban muy de moda, al menos en Francia. " ;
2. Un segundo libro : Una historia de inventos y descubrimientos,[25] de 1817, especifica en el capítulo "Relojes de agua », Sobre Dom Vailly, la pequeña frase siguiente : "Alexander, que era del mismo orden, parece haber atribuido a su hermano benedictino un honor al que no tenía derecho...", esto es : "Alexandre, que era del mismo orden [que Charles Vailly] parece haber concedido a su hermano benedictino un honor al que no tiene derecho..." ; sigue un argumento que otorga, como es debido, a Martinelli el primero de la perfección (el lector atento, sin duda, ha notado las elogiosas observaciones del comentarista de Vailly y el hecho de que nuestros relojeros benedictinos, Dom Vailly y Dom Alexandre, dos profesiones a Vendôme se pueden considerar, por dos razones, como hermanos).

Sin embargo, es muy probable que Charles Vailly participara en la aparición de estos relojes acuáticos que él perfeccionó - este hecho también es reconocido por los historiadores de la ciencia que han analizado los relojes de reloj acuático - y es muy probable que es el religioso de la abadía de Saint-Pierre-le-Vif citado por Bouvier.
Para concluir, acabamos la historia con una mayúscula H de "la invención" de nuestros relojes de agua de Senon por esta pequeña historia : <br /> "Un monje benedictino de la congregación de Saint-Maur, Dom Charles Vailly, enamorado de las matemáticas y curioso de sus aplicaciones, llegó a Saint-Pierre-le-Vif, la abadía de su comunidad, para frecuentar la biblioteca del lugar que era muy famosa. Allí, a las nuevas publicaciones, encontró un pequeño libro de un hermano italiano, Martinelli, titulado "Tratado sobre relojes elementales". Muy intrigado por estas extrañas máquinas, quería, después de entender su mecanismo, hacer una copia. Después se dirigió hacia el alfarero de la abadía, Sieur Regnard, con quien desarrolló un prototipo de peltre con siete compartimentos. Ante la magia del movimiento silencioso de la máquina y sorprendido por su precisión, animó firmemente su compañero a difundir esta innovación al público... Aquel año, nuestro monje tenía 44 años. "
Nuestra historia no dice qué pasó con el prototipo : Quizá mostró las horas discretamente en la capilla de la abadía hasta su desaparición en 1791 ? o quizás acompañó nuestro monje en silencio, en su celda, hasta su última hora ?

### Otros lugares
Hay numerosos ejemplos de estos relojes de agua en Alemania, España, Estados Unidos, Italia, Reino Unido y Praga. Algunas son fabricaciones locales, otros son de origen indeterminado, pero todas estas fabulaciones son anecdóticas.

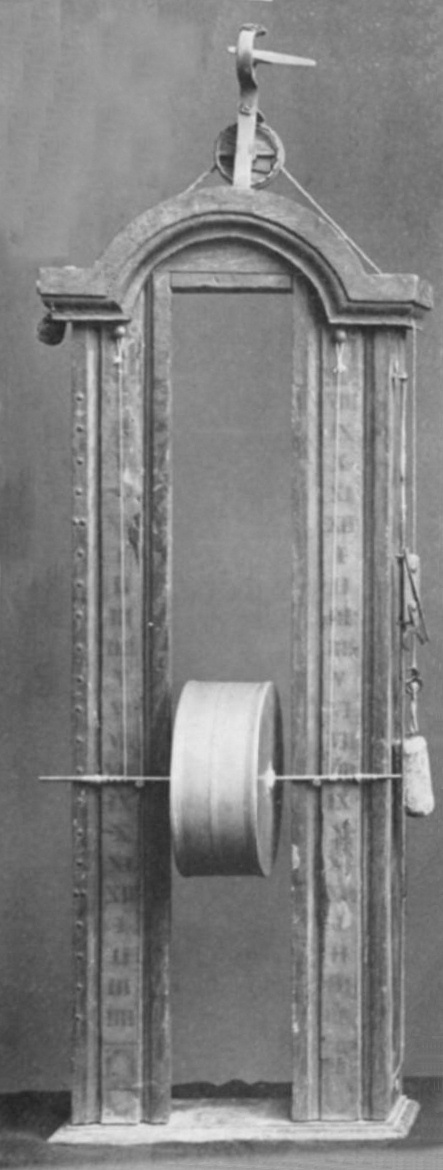
Reloj de agua de origen indeterminado conservado en EEUU, hacia el 1725.
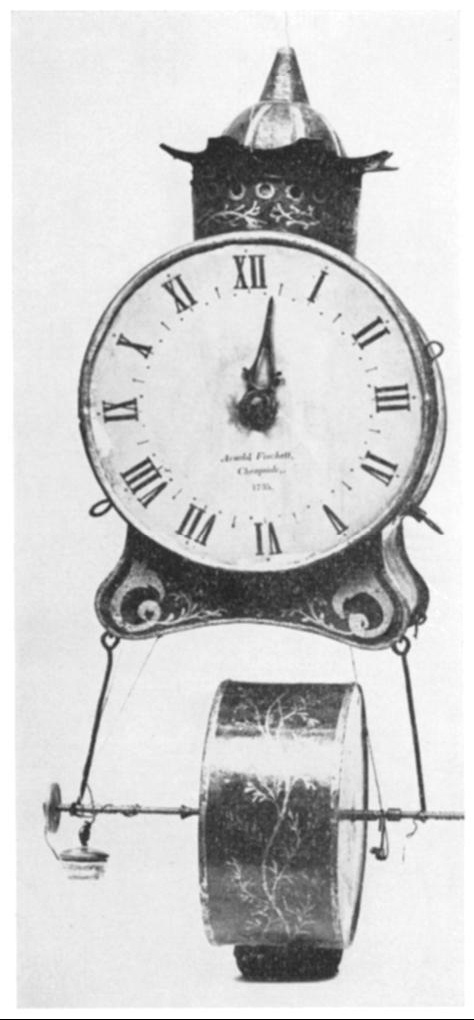
Reloj de agua inglesa con esfera retroiluminada, 1735.
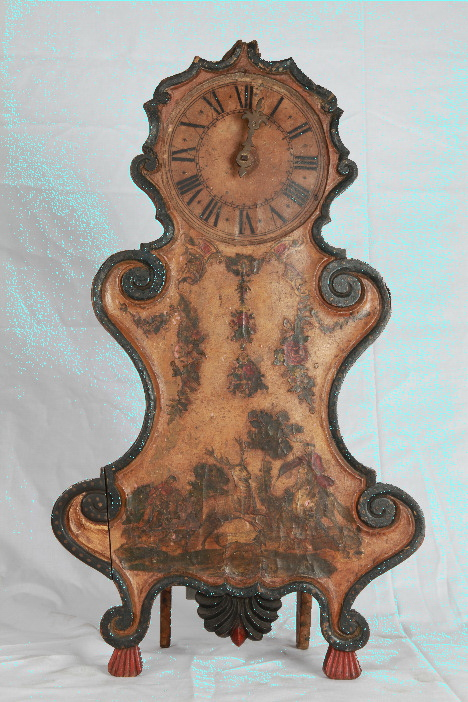
Reloj de agua de estilo italiano ... ; h = 1,5 m aprox., hacia 1750 ?
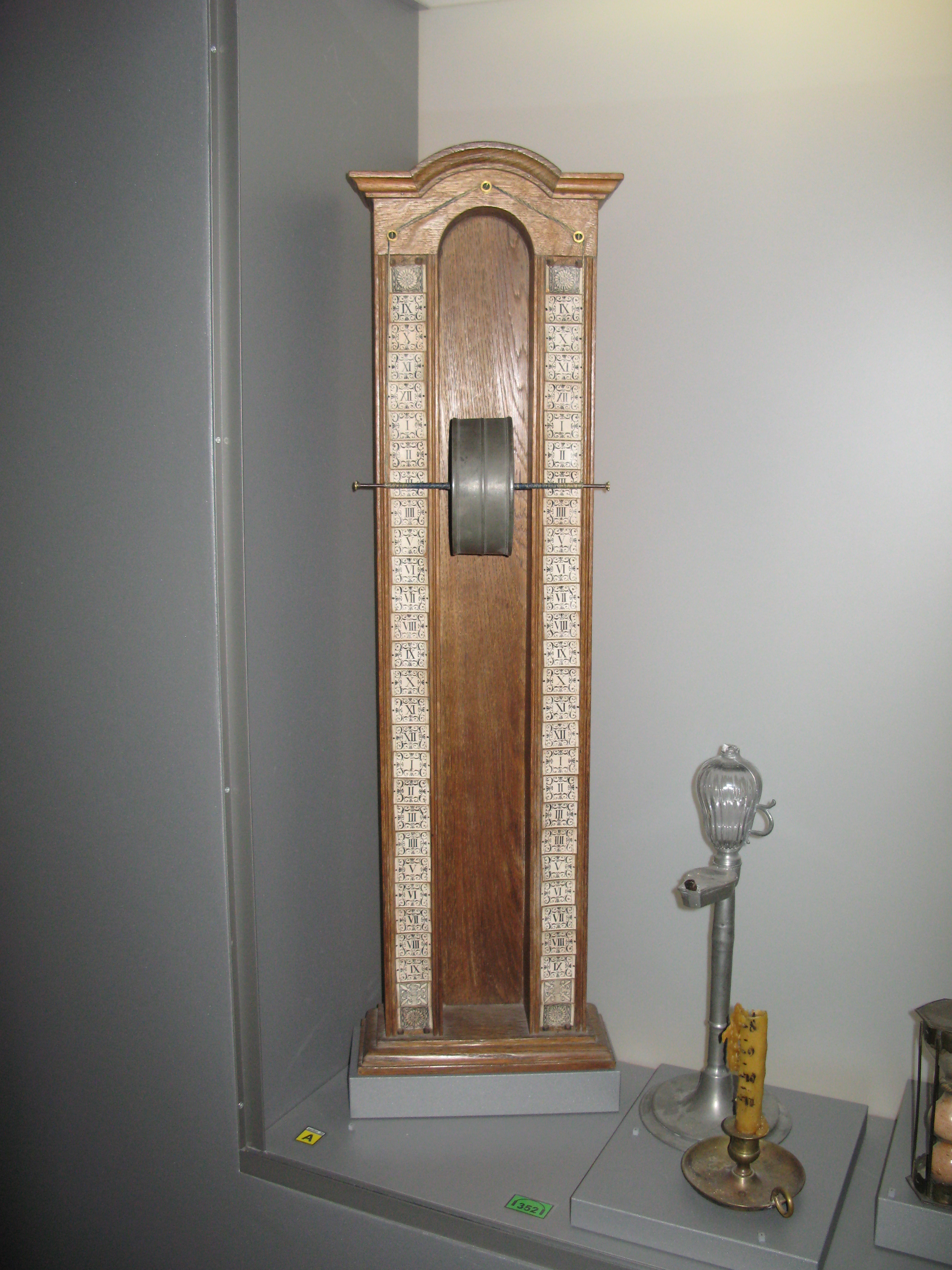
Reloj de agua marcó "Omega", Museo del Locle, Suiza, hacia el 1825.
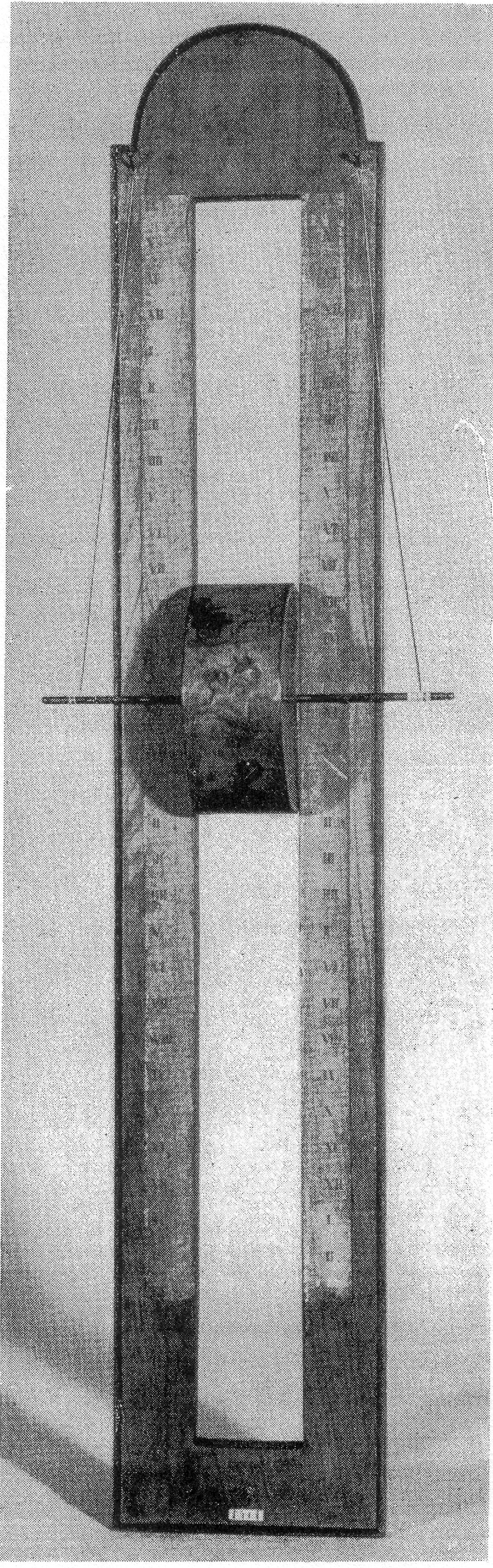
Reloj de agua en el Deutsches Museum, Múnich.
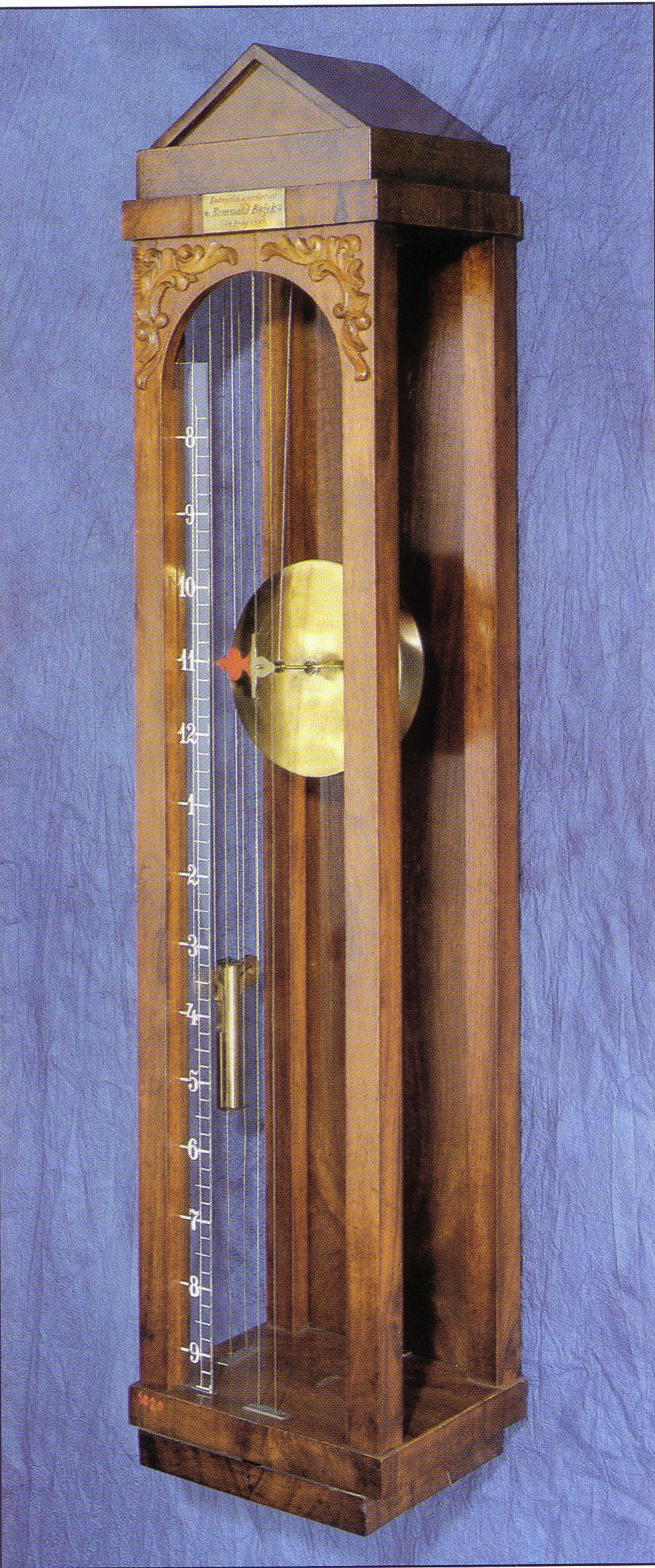
Reloj de agua checo relativamente tardío, 1860.

### Evolución de los tambores

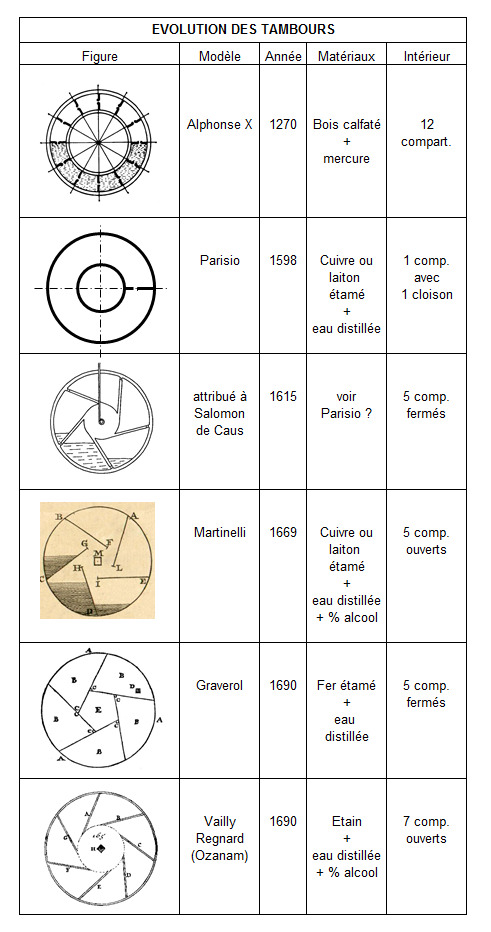

### Cronología simplificada
- 1277, en España: primera ilustración de un reloj de tambor, donde el fluido regulador era el mercurio, en: Libros del Saber..., traducción de textos árabes, bajo la dirección de Alfonso X.
- 1598, en Italia: Parisio describe una clepsidra de tambor con una sola partición.
- 1615, en Alemania y Francia: Salomon de Caus lleva el número de particiones del tambor a cinco, en: "Las razones de las fuerzas en movimiento", (fuente no encontrada).
- 1669, en Italia: Martinelli, describe en principio mucha agua, tierra, aire y fuego agua, tierra, fuego, a: "Relojes elementales". Da algunos elementos constructivos.
- 1690, en Francia: Tambor Plantilla:1re creado por Dom Charles Vailly, a Alexandre, Jacques, Contrat general desde horloges, 1734.
- 1691, en Francia: Plantilla:1r de una clepsidra de tambor tras Graverol.
- 1693, en París: Plantilla:1r con tambor citado, proveniente de Sin, a Ozanam, 1694.
- 1694: Una clepsidra de tambor de Plantilla:Unit, construida por Barnabite Timothy, es citada a Ozanam.
- 1705: se supone que Dom Alexandre escribe el "Tratado general de los relojes" que será sometido a aprobación en 1720 y que no se publicará hasta el 1.734. La construcción soldada de los tambores se detalla.
- 1709 y 1716, 1723, 1725, 1752: diferentes ediciones de: "Uso de instrumentos matemáticos" de Nicolas Bion, murieron en 1733. La construcción moldeada de los tambores aparece a partir de 1716.
- 1725: Louis Laisné deviene maestro en Chartres. Según Salmon, podría ser el primero en construir relojes de agua en esta ciudad.
- 1774: inicio de la redacción (prevista a partir del 1761) del "Ceramistas de lata" de salmón, publicada en 1788, en la colección "Descripción de artes y oficios". Es una gran cantidad de información.
- 1778: Montucla retoma los textos de Ozanam, "Recreaciones matemáticas".
- 1780: Ralentización de la producción a Sin de relojes de agua, según Tarbé al Almanach de 1833.
- 1788: Salmon publica "The Art of the Tin Potter".
- 1833: Abandono en Sens de la fabricación de un reloj de agua, según Tarbé al "Almanach" de 1833.
- 1846: Abandono real de la fabricación de "relojes de agua y estanque" por parte del estanque Pâris (periodo de actividad: 1834-46), según Tarbé, los "Almanaques" de 1834 a 1846.
- 1860, en Praga: Romuald Bozek, reconocido relojero construye un reloj de agua de tambor!
- 1867: la clepsidra actual del museo es citada a las colecciones de la Sociedad Arqueológica de Sens, según Juillot, al "Boletín de la SAS" de 1867.
- 1888: Planchon y otros autores describen estas máquinas desaparecidas, con un ojo curioso ya veces ignorando a la reseña "Nature" que se conserva en el CNAM.